# Zdravlje žena
Zdravlje žena razlikuje se od zdravlja muškaraca na mnogo načina. Zdravlje žena je primer zdravlja populacije, koje je Svetska zdravstvena organizacija definisala kao „stanje potpunog fizičkog, mentalnog i socijalnog blagostanja, a ne samo odsustvo bolesti i nemoći.“ Mnogi pokreti ukazali su na problem da se pod zdravlje žena najčešće podrazumeva njihovo reproduktivno zdravstveno stanje, te se zalažu za širu definiciju zdravlja žena koja uključuje celokupno zdravstveno stanje. Razlike u zdravstvenom stanju izražene su i dodatno narušene u nerazvijenim zemljama i zemljama u razvoju, u kojima su žene, u glavnom, u nepovoljnom položaju.
Iako je industrijalizacija smanjila rodnu razliku i promenila standarne životne parametre i sada žene u razvijenim zemljama žive duže od muškaraca, u mnogim zdravstvenim oblastima, ženska populacija oboleva ranije, ima teže kliničke slike i lošije ishode. Rod ostaje važna društvena odrednica zdravlja, s obzirom da na zdravlje žena ne utiče samo njihova biologija, već i drugi uslovi poput siromaštva, zaposlenja i porodičnih obaveza. Žene su već dugo u nepovoljnijem položaju u mnogim aspektima, poput socijalne i ekonomske moći koja im ograničava pristup životnim potrebama, uključujući zdravstvenu zaštitu, a što je veći nivo nepovoljnosti, kao što je slučaj u zemljama u razvoju, to je veći štetni uticaj na zdravlje.
Reproduktivno i seksualno zdravlje žena značajno se razlikuje u poređenju sa zdravljem muškaraca. Čak i u razvijenim zemljama sveta, trudnoća i porođaj predstavljaju značajan rizik po zdravlje žena. Procenjuje se da svake godine umre oko četiri miliona porodilja, sa velikim razlikama u zastupljenosti između razvijenih i nerazvijenih zemalja. Pored komorbiditeta i preeklampsije, na smrtnost porodilja i trudnica utiču i mnoge druge nereproduktivne bolesti poput kardiovaskularnih. Seksualno prenosive infekcije imaju ozbiljne posledice po zdravlje žena i novorođenčad, a prenos infekcija sa majke na dete dovodi do ishoda kao što su mrtvorođena dece i novorođenačka smrt. Takođe, bolesti poput zapaljenja karlice dovode do neplodnosti. Pored neplodnosti, mnoga druga stanja, poput kontrole rađanja, neplanirane trudnoće ili nepristojna seksualna aktivnost loše utiču na žene.
Iako su stope vodećih uzroka smrti kod kardiovaskularnih bolesti, plućnih bolesti i kancera slične kod žena i muškaraca, žene imaju različita iskustva. Rak pluća je pretekao sve ostale vrste raka kao vodeći uzrok smrti od raka kod žena. Zatim dolazi rak dojke, rak debelog creva, jajnika, materice i grlića materice. Iako je pušenje glavni uzrok raka pluća, među ženskim nepušačima je rizik od razvoja raka tri puta veći nego kod muškaraca koji ne puše. U razvijenim državama rak dojke ostaje najčešći rak kod žena i jedna je od najvažnijih hroničnih bolesti ženske populacije. Uprkost tome, u nerazvijenim državama i državama u razvoju rak grlića materice ostaje jedan od najčešćih karcinoma, često povezan sa humanim papiloma virusom (HPV), koji se najčešće prenosi seksualnim odnosom. HPV vakcina, zajedno sa skriningom, daje dobru kontrolu ovih bolesti. Druga važna zdravstvena pitanja za žene uključuju kardiovaskularne bolesti, depresiju, demenciju, osteoporozu i anemiju. Glavna prepreka unapređenju ženskog zdravlja bila je njihova nedovoljna zastupljenost u istraživačkim studijama, a nejednakost je rešena (u Sjedinjenim Američkim Državama i drugim zapadnim državama) uspostavljanjem centara za iztraživanje ženskog zdravlja i pokretanjem velikih kliničkih ispitivanja poput Inicijative za žensko zdravlje.

## Definicije i područje
Iskustva žena sa zdravstvenim stanjem i bolestima razlikuju se od iskustava muškaraca zbog jedinstvenih bioloških i socijalnih razlika. Biološke razlike variraju od fenotipa do ćelijske biologije i pokazuju jedinstveni rizik za potencijalni razvoj lošeg zdravlja. Svetska zdravstvena organizacija (SZO) definiše zdravlje kao „stanje potpune fizičke, mentalne i socijalne dobrobiti, a ne samo odsustvo bolesti ili nemoći“. Zdravlje žena je primer zdravlja stanovništva i zdravlja određene definisane populacije.
Zdravlje žena opisano je kao „krpasti prostirka sa prazninama“ (енгл. a patchwork quilt with gaps). Iako se mnoga pitanja oko ženskog zdravlja odnose na njihovo reproduktivno zdravlje, uključujući zdravlje majki i rađanje deteta, zdravlje genitalija i dojki i endokrino (hormonsko) zdravlje, uključujući menstruaciju, kontrolu rađanja i menopauzu, šire razumevanje ženskog zdravlja trebalo bi da obuhvati sve aspekte zdravlja žena. SZO smatra da je neprimeren naglasak na reproduktivnom zdravlju glavna prepreka u osiguranju pristupa kvalitetnoj zdravstvenoj zaštiti za sve žene. Bolesti koje pogađaju i muškarce i žene, poput kardiovaskularnih bolesti ili osteoporoze, takođe se različito manifestuju kod žena. Pitanja zdravstvenog stanja žena takođe uključuju medicinske situacije u kojima se žene suočavaju sa problemima koji nisu direktno povezani sa njihovom biologijom, poput rodno diferenciranog pristupa medicinskom lečenju i drugih socioekonomskih faktora. Zdravlje žena posebno zabrinjava zbog široko rasprostranjene diskriminacije žena u svetu, zbog čega su one u nepovoljnom položaju.
Brojni zagovornici zdravstvenih i medicinskih istraživanja, poput Društva za istraživanje ženskog zdravlja u Sjedinjenim Američkim Državama, podržavaju ovu širu definiciju, umesto pukih pitanja specifičnih za žensku anatomiju čoveka, uključujući područja u kojima postoje biološke polne razlike između žena i muškaraca. Pojedina istraživanja zaključila su da je zdravstvena zaštita i pristup zdravstvenom sistemu potrebnija ženama nego muškarcima. Iako je delimično uzrok toga njihova potreba za redovnom kontrolom reproduktivnih organa, one takođe imaju više hroničnih nereproduktivnih zdravstvenih problema kao što su kardiovaskularne bolesti, rak, mentalne bolesti, dijabetes i osteoporoza. Druga važna perspektiva je shvatanje da događaji tokom čitavog životnog ciklusa (ili životnog toka), od rađanja do starenja, utiču na rast, razvoj i zdravlje žena. Perspektiva životnog toka jedna je od ključnih strategija Svetske zdravstvene organizacije.

### Globalna perspektiva
Rodne razlike u osetljivosti i simptomima bolesti i odgovoru na lečenje u mnogim zdravstvenim oblastima naročito su uočljive kada se gledaju iz globalne perspektive. Većina dostupnih informacija dolazi iz razvijenih zemalja, ali ipak postoje značajne razlike između razvijenih i zemalja u razvoju u pogledu ženske uloge i zdravlja. Globalno gledište je definisano kao „područje za proučavanje, istraživanje i praksu koje daje prioritet poboljšanju zdravlja i postizanju zdravstvene ravnopravnosti za sve ljude širom sveta“. Svetska zdravstvena organizacija je 2015. godine identifikovala deset glavnih problema u zdravlju žena kao što su rak, reproduktivno zdravlje, zdravlje majki, virus humane imunodeficijencije (HIV), polno prenosive infekcije, nasilje, mentalno zdravlje, nezarazne bolesti, mladost i starenje.

## Očekivano trajanje života
Očekivani životni vek žena je duži od muškarca i one imaju niže stope smrtnosti tokom celog života, bez obzira na rasu i geografski region. Istorijski gledano, žene su imale veće stope smrtnosti, prvenstveno zbog smrt na porođaju. U industrijalizovanim zemljama, posebno najnaprednijim, rodni jaz se smanjio i preokrenuo nakon industrijske revolucije. Uprkos smanjenju razlika u lečenju i dostupnosti zdravstvene zaštite, u mnogim zdravstvenim oblastima žene ranije obolevaju od težih bolesti i sa lošijim izgledima za izlečenje.
Uprkos ovim razlikama, vodeći uzroci smrti u Sjedinjenim Američkim Državama izuzetno su slični kod muškaraca i žena, na čelu sa srčanim bolestima, koje čine četvrtinu svih smrtnih slučajeva, praćenih rakom, plućnim bolestima i moždanim udarom. Iako žene imaju manju učestalost smrti od nenamernih povreda (videti dole) i samoubistava, one imaju veću učestalost demencije (Gronovski i Šindler, tabela I).
Glavne razlike u očekivanom životnom veku žena između razvijenih i zemalja u razvoju leže u godinama plodnosti. Ako žena preživi ovaj period, razlike između ta dva regiona postaju manje izražene, jer u kasnijem životu nezarazne bolesti (NCD) postaju glavni uzroci smrti žena u celom svetu, a kardiovaskularne smrti čine 45% smrtnih slučajeva starijih žene, zatim rak (15%) i plućne bolesti (10%). To stvara dodatno opterećenje za resurse zemalja u razvoju. Promena načina života, uključujući ishranu, fizičku aktivnost i kulturne faktore koji favorizuju veću telesnu veličinu žena, doprinose sve većem problemu sa gojaznošću i dijabetesom među ženama u ovim zemljama i povećavaju rizike od kardiovaskularnih bolesti i drugih nezaraznih oboljenja.
Žene koje su socijalno marginalizovane češće umiru u mlađem uzrastu od žena koje to nisu. Žene koje imaju poremećaje zloupotrebe opojnih droga, koje su beskućnice, seksualne radnice ili zatvorene osobe imaju znatno kraći život od ostalih žena. U bilo koje doba, žene u ovim preklapajućim, stigmatiziranim grupama imaju otprilike 10 do 13 puta veću verovatnoću da umru od tipičnih žena iste dobi.

## Socijalni i kulturni faktori
Zdravlje žena pozicionirano je u širem opsegu znanja koje, između ostalog, navodi i Svetska zdravstvena organizacija, koja pola polaže kao društvenu odrednicu zdravlja. Iako na zdravlje žena utiče njihova biologija, na zdravstveno stanje se odražavaju i drugi društveni faktori, poput siromaštva, zaposlenja i porodičnih obaveza, i njihovi uticaji ne bi trebalo da budu zasenjeni.
Žene su tradicionalno u nepovoljnom položaju u pogledu ekonomskog i socijalnog statusa i moći, što zauzvrat smanjuje njihov pristup životnim potrebama, uključujući zdravstvenu zaštitu. Uprkos poboljšanjima u zapadnim zemljama, žene ostaju u nepovoljnom položaju u odnosu na muškarce. Jaz među polovima u zdravstvu još je akutniji u zemljama u razvoju u kojima su žene relativno u nepovoljnijem položaju. Pored rodne nejednakosti, tu si i specifični procesi bolesti koji su tipični samo za žene i koji stvaraju specifične izazove u prevenciji i zdravstvenoj zaštiti.
Čak i nakon uspeha u pristupu zdravstvenoj zaštiti, žene su diskriminisane. Ovu pojavu je politička teoretičarka i feministkinja Iris Joung nazvala „unutrašnjim isključivanjem“, suprotno od „spoljašnjeg isključivanja“.
Razlike u ponašanju takođe igraju značajnu ulogu u kojoj žene pokazuju niži rizik, uključujući manju upotrebu duvana, alkohola i droga čime se smanjuje rizik od smrtnosti od povezanih bolesti, uključujući rak pluća, tuberkulozu i cirozu. Ostali faktori rizika koji su niži za žene uključuju nesreće na motornim vozilima. Profesionalne razlike izložile su žene manje industrijskim povredama, iako će se to verovatno promeniti, kao i rizik od povreda ili smrti u ratu. Sveukupno su takve povrede doprinele 3,5% smrtnih slučajeva kod žena u poređenju sa 6,2% u Sjedinjenim Američkim Državama, 2009. godine. Stope samoubistava su takođe manje kod žena.
Socijalni pogled na zdravlje u kombinaciji sa priznanjem da je rod socijalna odrednica zdravlja pomaže mnogobrojnim pružaocima zdravstvenih usluga ženama širom sveta. Službe za zdravstvenu zaštitu žena, kao što je Leichhardt Women's Community Health Centre, koji je osnovan 1974. godine i koji je prvi ženski zdravstveni centar osnovan u Australiji, primer je pristupa zdravlju žena u pružanju usluga ženskom stanovništvu.
Zdravlje žena je pitanje kojim su se pozabavile mnoge feministkinje, posebno kada je reč o reproduktivnom zdravlju, a međunarodni ženski pokret bio je odgovoran za veći deo usvajanja agendi za poboljšanje ženskog zdravlja.

## Biološki faktori
Žene i muškarci se razlikuju u svojoj hromozomskoj konstituciji, protein genetskim proizvodima, genskom utiskivanju, ekspresiji gena, signalnim putevima i hormonskom okruženju. Sve ovo zahteva oprez pri ekstrapolaciji informacija dobijenih iz biomarkera žena i muškaraca. Žene su posebno ranjive u dva perioda života. Mlade žene i adolescenti su izloženi riziku od polno prenosivih bolesti, neplanirane trudnoće i nesigurnog pobačaja, dok starije žene često imaju malo resursa i u nepovoljnom su položaju u odnosu na muškarce. Takođe, starije žene izložene su većem riziku od demencije i zlostavljanja, kao i lošeg zdravstvenog stanja.

## Reproduktivno i seksualno zdravlje
Žene se suočavaju sa mnogim jedinstvenim zdravstvenim problemima vezanim za reprodukciju i seksualnost, i oni su uzročnici trećine svih zdravstvenih problema koje su žene imale tokom reproduktivnih godina (od 15. do 44. godine), od kojih je nebezbedan seks glavni faktor rizika, posebno u zemljama u razvoju. Reproduktivno zdravlje podrazumeva širok spektar pitanja, uključujući zdravlje i funkciju struktura i sistema uključenih u reprodukciji, trudnoću, porođaj i odgajanje dece, uključujući antenatalnu i perinatalnu negu. Globalno gledano, kada se posmatra zdravlje žena, fokus je usmeren na reproduktivno zdravlje, što nije slučaj u razvijenijim zemljama sveta. Takođe, posebna pažnja se posvećuje zaraznim bolestima u trudnoći, poput malarije. Mnogi zdravstveni problemi sa kojima se žene iz nerazvijenih oblasti susreću su relativno nepoznata u razvijenim državama. Jedan od takvih slučajeva je rasprostranjenost sečenja ženskih genitalija u nerazvijenim državama, za šta u razvijenim ekonomijama ne postoji odgovarajuća klinička ispitivanja i resursi informacija.

### Materinsko zdravlje
Uprkos napretku u akušerskoj nauci i praksi, trudnoća predstavlja značajan zdravstveni rizik, čak i u razvijenim zemljama. Smrtnost majki ostaje glavni problem u globalnom zdravstvu i smatra se sentinelnim događajem u proceni kvaliteta zdravstvenih sistema. Adolescentna trudnoća predstavlja poseban problem, bilo da je to nameravana ili nenamerna i da li je u braku ili ne. Trudnoća rezultira velike promene u životu devojčice, posebno fizičke, emocionalne, socijalne i ekonomske, i ugrožava njen prelazak u odraslo doba. Adolescentna trudnoća, najčešće, potiče iz nedostatka izbora kod devojčica ili iz zloupotrebe. Dečji brakovi (videti dole) imaju veliki doprinos adolescentnoj trudnoći širom sveta, jer se 90% porođaja devojčica uzrasta od 15 do 19 godina dogodi u braku.

#### Materinska smrt
U 2013. godini oko 289.000 žena (u proseku oko 800 dnevno) u svetu umrlo je zbog komplikacija u trudnoći, uz velike razlike između razvijenih i zemalja u razvoju. Smrtnost majki u zapadnim zemljama neprekidno je padala i čini predmet dokumentovanja godišnjih izveštaja i statistika. Ipak, između 1987. i 2011. godine, smrtnost majki u Sjedinjenim Američkim Državama porasla je sa 7,2 na 17,8 smrtnih slučajeva na 100.000 živorođenih, što se odražava u razmeri materinske smrtnosti (Maternal Mortality Ratio, MMR). Suprotno tome, stope do 1.000 po rođenju prijavljene su u ostatku sveta, sa najvišim stopama u supsaharnoj Africi i Južnoj Aziji, koje čine 86% takvih smrtnih slučajeva. Ove smrti se retko istražuju, ali Svetska zdravstvena organizacija smatra da je 99% ovih smrtnih slučajeva, od kojih se većina dogodi u roku od 24 sata od porođaja, moguće sprečiti ako postoje odgovarajuća infrastruktura, obuka i medicinska oprema. U slaborazvijenim zemlajama, zdravlje majki dodatno ugrožava siromaštvo i nepovoljni ekonomski faktori koji pored ograničavanja kvalifikovanog osoblja, utiče i na celokupnu zdravstvenu infrastrukturu (postojanje i pristup bolnica, medicinsku opremu, zalihe i ostalo). Druge poteškoće uključuju kulturni stav prema seksualnosti, kontracepciji, braku dece, porođaju u kući i sposobnost prepoznavanja hitnih medicinskih slučajeva. Direktni uzroci smrti porodilja su krvarenje, eklampsija, otežan porod, sepsa i nekvalifikovani abortus. Pored toga, malarija i AIDS uzrokuju dodtne komplikacije trudnicama. U periodu 2003–2009. godine, krvarenja su bila vodeći uzrok smrti, čineći 27% uzroka smrtnih slučajeva u zemljama u razvoju i 16% u razvijenim zemljama.
Nereproduktivno zdravlje ostaje važan indikator zdravlja majki. U Sjedinjenim Američkim Državama vodeći uzroci smrti majke su kardiovaskularne bolesti (15% smrtnih slučajeva), endokrini, respiratorni i gastrointestinalni poremećaji, infekcije, krvarenja i hipertenzivni poremećaji trudnoće (Gronovski i Šindler, tabela II).
Ujedinjene nacije su 2000. godine razvile Milenijumski razvojni cilj 5 (Millennium Development Goal - MDG) da bi poboljšale zdravlje majki. Cilj 5A težio je smanjenju smrtnosti majki za tri četvrtine u periodu od 1990. do 2015. godine, koristeći dva pokazatelja, 5.1 MMR i 5.2 udeo porođaja kojima je prisustvovalo kvalifikovano zdravstveno osoblje (lekar, medicinska sestra ili babica). Rani izveštaji ukazuju na to da je MCR 5 postigao najmanji napredak od svih MCR-a. Do ciljanog datuma 2015. godine materinska smrtnost je opala samo za 45%, sa 380 na 210, od čega se većina dogodila nakon 2000. godine. Međutim, ovo poboljšanje se dogodilo u svim regionima, ali najviše materinske smrtnosti je i dalje bio u Africi i Aziji, mada je u Južnoj Aziji bio najveći pad, sa 530 na 190 (64%). Najmanji pad zabeležen je u razvijenim zemljama, sa 26 na 16 (37%). Što se tiče porođaja uz asistenciju, ovaj procenat je porastao sa 59 na 71%. Iako su brojevi bili slični i za razvijene i za regione u razvoju, postojale su velike razlike od 52% u Južnoj Aziji do 100% u Istočnoj Aziji. Rizici od umiranja u trudnoći u zemljama u razvoju i dalje su četrnaest puta veći nego u razvijenim zemljama, ali u podsaharskoj Africi, gde je MMR najveći, rizik je 175 puta veći. Pri postavljanju ciljeva MCR-a, kvalifikovano potpomognuto rođenje smatralo se ključnom strategijom, ali i pokazateljem pristupa nezi. Takođe postoje značajne razlike u regionima sa 31% nižom stopom u ruralnim oblastima zemalja u razvoju (56 naspram 87%), ali u Istočnoj Aziji nema razlike, dok razlika u Centralnoj Africi iznosi 52% (32 nasuprot 84%). Završetkom MCR kampanje u 2015. godini postavljeniu se novi ciljevi za 2030. godinu u okviru kampanje Ciljevi održivog razvoja. Zdravlje majki stavlja se pod Cilj 3, poglavlje Zdravlje, s ciljem da se smanji globalni odnos smrtnosti majki na manje od 70. Među alatima koji se razvijaju za postizanje ovih ciljeva je SZO-ova lista sigurnog porođaja.
Poboljšanje zdravlja majki, pored stručne pomoći prilikom porođaja, zahtevaće rutinsku antenatalnu negu, osnovnu hitnu akušersku negu, uključujući dostupnost antibiotika, oksitotika, antikonvulziva, mogućnost ručnog uklanjanja zadržane placente, obavljanje instrumentalnih porođaja i negu posle porođaja. Istraživanja su pokazala da su najefikasniji programi koji se fokusiraju na obrazovanje pacijenata i zajednice, prenatalnu negu, hitno akušerstvo (uključujući pristup carskim rezovima) i prevoz. Kao i za zdravlje žena uopšte, rešenja za zdravlje majki zahtevaju širok pogled koji obuhvata mnoge druge ciljeve MCR-a, poput siromaštva i statusa, a s obzirom na to da se većina smrtnih slučajeva dogodi u neposrednom intrapartalnom periodu, preporučeno je da intrapartumska nega (porođaj) bude glavna strategija. SZO je u novembru 2016. izdala nove smernice o antenatalnoj nezi.

#### Komplikacije u trudnoći
Pored smrti u trudnoći i pri porođaju, sama trudnoća može rezultirati mnoge zdravstvene probleme koji nisu fatalni, uključujući akušerske fistule, ektopičnu trudnoću, prevremeni porod, gestacijski dijabetes, hiperemezu gravidarum, hipertenzivna stanja, uključujući preeklampsiju i anemiju. Na globalnom nivou, nefatalne komplikacije u trudnoći uveliko nadilaze smrt majki, sa procenjenih 9,5 miliona slučajeva bolesti povezanih sa trudnoćom i 1,4 miliona skoro fatalnih (opasnih po život) komplikacija. Komplikacije u trudnoći mogu biti fizičke, mentalne, ekonomske i socijalne. Procenjuje se da će 10–20 miliona žena svake godine razviti fizički ili mentalni invaliditet, koji je posledica komplikacija u trudnoći ili neadekvatne nege. Shodno tome, međunarodne agencije su razvile standarde za akušersku negu.

##### Akušerska fistula
Jedno od najozbiljnijih i najsmrtonosnijih stanja nakon porođaja su stvaranje vezikovaginalnih i rektovaginalnih fistula. Iako se ona uspešno operiše, mnogim ženama hirurški postupak nije dostupan. Vezikovaginalne fistule se mogu javiti nakon porođaja, ginekoloških i uroloških operacija i i nakon uklanjanja zahtevaju da se svaki dalji porod žene obavlja carskim rezom. Iako je nastanak akušerskih fistula izuzetno retko u razvijenijim zemljama, procenjuje se da se godišnje u svedu dogodi 100.000 ovakvih slučajeva i da trenutno oko dva miliona žena živi sa ovim stanjem. Najviše akušerskih fistula zabeleženo je u Africi i delovima Azije. Do razvoja ovih fistula najčešće dolazi usled neadekvatnog porođaja koji se obavlja u nehigijenskim uslovima i bez odgovarajućeg medicinskog kadra. Žene koje imaju akušersku fistulu često su izložena i drugim posledicama, kao što su izbegavanje, pogoršano mentalno zdravlje ili društveno odbacivanje. Širom pogođenim regionima, organizuju se mnogobrojne kampanje u lečenju i prevenciji akušerskih fistula a Ujedinjene nacije usvojile su predlog da se svaki 23. maj obeležavao dao Međunarodni dan za okončanje akušerskih fistula. Prevencija uključuje obeshrabrivanje tinejdžerske trudnoće i braka sa decom, adekvatnu ishranu i pristup kvalifikovanoj nezi, uključujući i mogućnost carskog reza.

### Seksualno zdravlje

#### Kontracepcija
Sposobnost odlučivanja da li će i kada zatrudneti od vitalnog je značaja za žensku autonomiju i dobrobit, a kontracepcija može zaštititi devojke i mlade žene od rizika rane trudnoće, a starije žene od povećanih rizika od neželjene trudnoće. Adekvatan pristup kontracepciji može ograničiti višeplodne trudnoće, smanjiti potrebu za potencijalno nebezbednim pobačajem i smanjiti mortalitet i morbiditet majki i dece. Neki barijerni oblici kontracepcije, poput kondoma, takođe smanjuju rizik od SPI i HIV infekcije. Pristup kontracepciji omogućava ženama da informisano donose odluke o svom reproduktivnom i seksualnom zdravlju, pospešuje osnaživanje i poboljšava izbore u obrazovanju, karijeri i učešću u javnom životu. Na društvenom nivou, pristup kontracepciji je ključni faktor u kontroli rasta stanovništva, što rezultira uticajem na ekonomiju, životnu sredinu i regionalni razvoj. Utemeljeno na ovim činjenicama, Ujedinjene nacije pristup kontracepciji smatraju ljudskim pravom koje je ključno za rodnu ravnopravnost i osnaživanje žena koje spašava živote i smanjuje siromaštvo, a kontrola rađanja se smatra među 10 velikih dostignuća u javnom zdravstvu 20. veka.
Da bi se optimizovala kontrola žena nad trudnoćom, neophodno je da kulturološko odgovarajući saveti i sredstva za kontracepciju budu široko, lako i pristupačno dostupni svima koji su [Ljudska seksualna aktivnostseksualno aktivni, uključujući i adolescente. U mnogim delovima sveta pristup kontracepciji i uslugama planiranja porodice veoma je težaka ili je uopšte nema. Sa ovim se susreću i žene u razvijenim državama. Takođe, kulturološke i verske tradicije mogu stvoriti prepreke za pristup. U periodu od 1990. go 2014. godine, praćena upotreba odgovarajućih kontracepcija kod žena, porasla je neznatno uz značajnu regionalnu varijabilnost. Iako je globalna posmatrano upotreba oko 55%, u Africi može biti i do 25%. Oko 222 miliona žena širom sveta nemaju ili imaju ograničen pristup kontracepciji. Potreban je određeni oprez u tumačenju dostupnih podataka, jer se prevalencija kontracepcije često definiše kao „procenat žena koje trenutno koriste bilo koji metod kontracepcije među svim ženama u reproduktivnom dobu (tj. u dobi od 15 do 49 godina, ako nije drugačije naznačeno) koje su u braku ili u zajednici. Grupa „in-union“ uključuje žene koje žive sa svojim partnerom u istom domaćinstvu i koje nisu u braku prema bračnim zakonima ili običajima neke zemlje.“ Ova definicija više odgovara restriktivnom konceptu planiranja porodice, ali izostavlja kontraceptivne potrebe svih ostalih žena i devojaka koje su ili bi trebalo da budu seksualno aktivne, koje su u riziku da zatrudne i koje nisu u braku ili „u zajednici“.
Tri srodna cilja MDG5 bili su natalitet adolescenata, prevalencija kontracepcije i nezadovoljena potreba za planiranjem porodice (gde je prevalencija + nezadovoljena potreba = ukupna potreba), koje je nadzirao Odeljenje za stanovništvo Odeljenja za ekonomska i socijalna pitanja UN-a. Upotreba kontracepcije bila je deo cilja 5B (univerzalni pristup reproduktivnom zdravlju), kao indikator 5.3. Procena MDG5 u 2015. godini pokazala je da se među parovima širom sveta upotreba povećala sa 55% na 64%. sa jednim od najvećih porasta u Subsaharskoj Africi (13 do 28%). Posledice, nezadovoljene potrebe, blago su opale širom sveta (15 do 12%). U 2015. godini ovi ciljevi su postali deo SDG5 (rodna ravnopravnost i osnaživanje) u okviru cilja 5.6 koji glasi: Obezbediti univerzalni pristup seksualnom i reproduktivnom zdravlju i reproduktivnim pravima, gde je pokazatelj 5.6.1 procenat žena u životnom dobu od 15 do 49 godine koje se informišu u vezi sa seksualnim odnosima, upotrebom kontracepcije i reproduktivnom zdravljem (str. 31).
Mnoge žene u zemljama u razvoju i u razvijenim regionima i dalje imaju značajne prepreke pristupu kontracepciji. One uključuju zakonodavne, administrativne, verske i ekonomske prepreke. Mnogo pažnje je usmereno na sprečavanje adolescentne trudnoće. Institut za prekomorski razvoj (ODI) identifikovao je niz ključnih prepreka, kako na strani ponude, tako i na strani potražnje, uključujući internalizaciju socio-kulturnih vrednosti, pritisak članova porodice i kognitivne barijere (nedostatak znanja), koje je potrebno otkloniti. Čak i u razvijenim regionima mnoge žene, posebno one u nepovoljnom položaju, mogu se suočiti sa značajnim poteškoćama u pristupačnosti koje mogu biti finansijske i geografske, ali se takođe mogu suočiti sa verskom i političkom diskriminacijom. Žene su takođe vodile kampanje protiv potencijalno opasnih oblika kontracepcije, kao što je korišćenje raznih neispravnih intrauterinih uređaja (kontracepcijska spirala), posebno modela poznatog pod imenom „Dalkon štit“ (Dalkon Shield).

#### Abortus
U poređenju sa spontanim prekidom trudnoće (pobačaj), abortus je namerni prekid trudnoće. Abortus je usko povezan sa kontracepcijom u smislu kontrole i regulacije reprodukcije žena i često je podložan sličnim kulturnim, verskim, zakonodavnim i ekonomskim ograničenjima. Tamo gde je pristup kontracepciji ograničen, žene se okreću abortusu. Shodno tome, stope abortusa mogu se koristiti za procenu nezadovoljenih potreba za kontracepcijom. Međutim, abortus je nosio velike rizike po život i zdravlje žena tokom većeg dela istorije. Rizici postoje i danas i oni su u mnogome veći u zemljama u razvoju ili tamo gde zakonska ograničenja primoraju žene da traže nelegalne usluge. Pristup sigurnom i legalnom abortusu često je uskraćen određenim socioekonomskim grupama. Ova pitanja su često bila predmet političkih i feminističkih kampanja u kojima su se iznosila različita gledišta na pitanje ženskih prava, moralne vrednosti i zdravlja žene.
Na globalnom nivou, 2005. godine bilo je 87 miliona neželjenih trudnoća, od kojih je 46 miliona pribeglo abortusu. Od tog broja smatra se da je 18 miliona abortusa bilo nebezbedno, što je rezultiralo 68.000 smrtnih slučajeva. Većina ovih smrtnih slučajeva dogodila se u zemljama u razvoju. Ujedinjene nacije smatraju da se smrtnos može smanjiti obezbeđivanjem pristupa legalnom i sigurom prekidu trudnoće i nezi žene nakon abortusa. Stope abortusa smanjene su u razvijenim zemljama, ali ne i u zemljama u razvoju. Između 2010 i 2014. godine bilo je 35 abortusa na 1.000 žena starosti od 15 do 44 godia, što je ukupno oko 56 miliona abortusa godišnje. Ujedinjene nacije dale su preporuke za zdravstvene radnike da pruže pristupačniju i sigurniju negu za vreme abortusa i nakon njega. Sastavni deo nege nakon abortusa uključuje obezbeđivanje adekvatne kontracepcije.

#### Polno prenosive bolesti
Važan aspekt seksualnog zdravlja za žene uključuju polno prenosive bolesti (PPB) i sečenje ženskih genitalija (FGC). Polno prenosive bolesti su globalni zdravstveni prioritet jer imaju ozbiljne posledice za žene i novorođenčad. Prenošenje polno prenosive bolesti sa majke na dete može dovesti do rađanje mrtve bebe (mrtvorođenčad), neonatalne smrti, male telesne težine bebe i nedonoščadi, sepse, upale pluća, neonatalnog konjunktivitisa i urođenih deformacija. Sifilis u trudnoći prouzrokuje preko 300.000 fetalnih i neonatalnih smrtnih slučajeva godišnje i 215.000 novorođenčadi sa povećanim rizikom od smrti usled nedonoščadi, male porođajne težine ili urođenih bolesti.
Bolesti poput hlamidije i gonoreje takođe su česti uzročnici zapaljenskih bolesti karlice (PID) i posledične neplodnosti kod žena. Još jedna važna posledica nekih polno prenosivih bolesti, poput genitalnog herpesa i sifilisa, trostruko povećava rizik od zaraze HIV-om, a takođe može uticati na njegovo napredovanje. Žene i devojke širom sveta u većem su riziku da obole od HIV/AIDS-a. Polno prenosive bolesti su zauzvrat povezane sa nebezbednom seksualnom aktivnošću pod kojom se podrazumeva prostitucija, silovanje i neupotreba sretstva za zaštitu i kontracepciju.

#### Sakaćenje ženskih genitalnih organa
Sakaćenje ženskih genitalnih organa Svetska zdravstvena organizacija (SZO) definiše kao „svaki postupak koji uključuju delimično ili potpuno uklanjanje spoljašnjih ženskih genitalija ili nanošenje druge povrede ženskih genitalnih organa iz nemedicinskih razloga”. Ovaj postupak se ponekad naziva „ženskim obrezivanjem”, mada ovaj termin pogrešan i obmanjuje jer podrazumeva da je analogan obrezivanju prepucija sa muškog penisa. Shodno tome, termin sakaćenje usvojen je kako bi naglasio težinu dela i njegovo mesto u kršenju ljudskih prava. Pored toga, pojam obrezivanje se izbegava kako bi se izbeglo vređanje kulturnog senzibiliteta koji bi ometao dijalog za promene. Da bi prepoznale ove tačke gledišta, neke agencije koriste složenije termine.
Procenjuje se da je trenutno više od 200 miliona žena širom sveta osakaćeno. Ova praksa se primenjuje u oko 30 zemalja Afrike, Azije i Bliskog Istoka. Sakaćenje polnih organa povezuje se sa verskim, nacionalnim i socioekomskim klasama. Glavni argument za sprovođenje ove prakse, koji za cilj ima da opravda i legitimiše postupak jesu higijena, plodnost, očuvanje čednosti, verski obredi, pojačano seksualno zadovoljstvo muških partnera i slično. Količina tkiva koji se odstranjuje varira i Svetska zdravstvena organizacija sakaćenje ženskih genitalija klasifikuje u četiri vrste. Količina sakaćenja se kreće od delimičnog do potpunog uklanjanja klitorisa sa ili bez klitoridektomije, što je prva vrsta. Druga vrsta podrazumeva sečenje velike stidne usmine, dok treća vrsta podrazumeva sužavanje vaginalnog otvora šivenjem tkiva preko uretera introitusa, sa ili bez ekscizije klitorisa (infibulacija). Kod ovog tipa sakaćenja, stvara se mali otvor koji omogućava ispuštanje urina i menstrualne krvi. U četvrtoj grup spadaju sve ostale promene u kojoj obično spadaju manja sakaćenja u odnosu na ostale tri vrste.
Iako se u nekim delovima sveta ovi postupci pravdaju kao deo lokalne tradicije, mnoge medicinske i kulturne organizacije i pokreti otvoreno se suprostavljaju ovoj praksi s obrazloženjem da je nepotrebna i štetna. Kratkoročni efekti po zdravlje žena mogu uključivati krvarenje, infekciju, sepsu, pa čak i rezultirati smrt, dok dugoročni efekti uključuju dispareuniju, dismenoreju, vaginitis i cistitis. Pored toga, sakaćenje ženskih genitalnih organa dovodi do komplikacija tokom trudnoće, porođaja i začeća. Za defibulaciju je potrebno kvalifikovano osoblje. Mnogobrojne svetske organizacije, kao što su SZO, UNICEF, UNFPA i Amnesty International izrazile su protivljenju praksi sakaćenju polnih organa žena. Mnoge vlade lobiraju kod država da se sakaćenje zakonom zabrani i kažnjava. Takođe, ulažu se značajni napori u informisanju pogođenih žena i dizanju svesti o štetnim efektima kao i aspektima ljudskih prava.
Podaci pokazuju da je određeni napredak postignut ali da je veliki broj devojčica od 14 godina i manje i dalje izloženo sakaćenju. Procenjuje se da je njihov broj oko 44 miliona a u nekim regionima čak 50% svih devojčica uzrasta oko 11 godina je pretrpelo sakaćenje polnog organa. Kraj ovo prakse smatra se jednim od neophodnih ciljeva u postizanju Milenijumskih razvojnih ciljeva, dok su Ujedinjene nacije kraj sakaćenja proglasile ciljem održivog razvoja. Dan 6. februar je poznat kao Međunarodni dan nulte tolerancije na sakaćenje ženskih genitalija. Najveći fokus su trenutno pet miliona devojčica iz 17 afričkih zemalja koje su izložene mogućnosti sakaćenja.

### Neplodnost
Samo u Sjedinjenim Američkim Državama neplodnost pogađa 1,5 miliona parova. Mnogi parovi leče neplodnost uz pomoć medicinski asistirane reprodukcije (MAR). U Sjedinjenim Američkim Državama je 2010. godine sprovedeno 147.260 postupaka vantelesne oplodnje (IVF), što je rezultiralo 47.090 živorođenih beba. U 2013. godini ovaj broj se povećao na 160.521 postupaka i 53.252 beba. Takođe, oko polovine vantelesne oplodnje rezultira porođajima sa više poroda, što je zauzvrat povezano sa povećanjem morbiditeta i mortaliteta majke i deteta. Uzroci za to uključuju povećani krvni pritisak majke, prerano rođenje i malu porođajnu težinu. Pored toga, sve više žena duže čeka da zatrudne i traže MAR.

### Dečji brak
Dečji brak (uključujući bračnu ili vanbračnu zajednicu) definiše se kao brak osoba mlađih od osamnaest godina i smatra se za jedan od drevnih običaja. U 2010. godini procenjeno je da se 67 miliona žena, koje su tada bile u dvadesetim godinama, udalo pre nego što su napunile osamnaest godina, a da bi u sledećoj deceniji taj broj premašio 150 miliona, što je ekvivalentno 15 miliona godišnje. Ovaj broj se povećao na 70 miliona do 2012. godine. U zemljama u razvoju jedna trećina devojčica se uda za maloletnika, a 1:9 njih se uda pre 15. godine. Dečji brak je najčešća praksa u Južnoj Aziji (48% žena), Africi (42%) i Latinskoj Americi i Karibima (29%). Najveća prevalencija je u zapadnoj i subsaharskoj Africi. Procenat devojčica koje su se udale pre osamnaeste godine iznosi čak 75% u zemljama kao što je Niger (Nour, Tabela I). Većina dečijih brakova uključuje devojčice. Na primer, u Maliju je odnos devojčica i dečaka 72:1, dok je u zemljama poput Sjedinjenih Američkih Država odnos 8:1. Brak se može dogovoriti i sklopiti već pri rođenju, s tim što se devojčica šalje u kuću svoga muža već sa sedam godina.
Brojni su kulturološki faktori koji opravdavaju ovu praksu. Tu spadaju finansijska budućnost deteta, njen miraz, socijalne veze i socijalni status, prevencija predbračnog seksa, vanbračne trudnoće i polno prenosivih bolesti. Argumenti protiv ove prakse uključuju prekid obrazovanja i gubitak izgleda za zaposlenje, a time i ekonomski status, kao i gubitak normalnog detinjstva i emocionalno sazrevanje i socijalnu izolaciju. Dečiji brak dovodi devojčicu u položaj u kojoj je ona u velikom disbalansu moći i nastavlja rodnu nejednakost koja je na prvom mestu doprinela takvoj praksi. Takođe u slučaju maloletničkog braka postavlja se pitanja ljudskih prava, seksualnih aktivnosti bez pristanka i prinudnog braka, a zajednički izveštaj SZO i Interparlamentarne unije iz 2016. godine stavlja ova dva koncepta zajedno i prepoznaje ih kao dečji, rani i prisilni brak (CEFM, što je engleski akronim od Child, Early i Forced Marriage). Istu klasifikaciju dao je i Samit posvećen devojakam 2014. godine. Pored toga, verovatnoća trudnoće u mlađem dobu povezana je sa većim medicinskim rizicima za majku i dete, višestrukim trudnoćama i manjim pristupom nezi. Takođe, trudnoća je među vodećim uzrocima smrti devojčica starosti od 15 do 19. godina. Devojčice u dečijim brakovima su češće žrtve nasilja u porodici.
Kako bi se prekinula praksa maloletničkog braka, uloženi su značajni međunarodni napori, a u mnogim državama je minimalna starosna granica za stupanje u brak regulisana zakonom. Ujedinjene nacije i njene agencije, poput Kancelarije visokog komesara za ljudska prava, UNFPA, UNICEF i SZO sprovode mnogobrojne brakove u cilju smanjenja i okončanja sklapanja dečjih brakova. Kao i kod mnoga drugih globalna pitanja koja utiču na zdravlje žena, siromaštvo i rodnu nejednakost, cilj kampanja je promenu kulturoloških stavova. Dečji brakovi su predmet međunarodnih konvencija i sporazuma poput Konvencije o uklanjanju svih oblika diskriminacije žena (CEDAV, 1979) (član 16) i Univerzalne deklaracije o ljudskim pravima. Godine 2014. organizovana je konferencija pod imenom „Girl Summit” čiji su domaćini bili UNICEF i Velika Britanija. Učesnici su se okupili u London kako bi diskutovali o budućim koracima. Iste godine Generalna skupština Ujedinjenih nacija donela je rezoluciju, koja između ostalog
Apeluje na sve države da donesu, sprovode i podržavaju zakone i politike usmerene na sprečavanje i okončanje dečjih, ranih i prisilnih brakova i zaštite one koji su u opasnosti, i obezbede da se brak zaključi samo uz informisanju, slobodnu i potpunu saglasnost supružnika koji nameravaju da se uzmu.
Među nevladinim organizacijama (NVO) koje rade na okončanju dečijih brakova su „Girls not Brides”, Hrišćansko udruženje mladih žena (Young Women's Christian Association (YWCA)), Međunarodni centar za istraživanje žena (ICRV) i Human Rights Watch (HRW). Iako pitanje dečjih brakova nije izričito obuhvaćeno prvobitnim Milenijumskim razvojnim ciljevima, izvršen je znatan pritisak da se okončanje braka između dece uključi u Ciljeve održivog razvoja usvojenih u septembru 2015. godine, gde je okončanje ove prakse do 2030. godine cilj broj 5. Iako se postiže određeni napredak u smanjenju dečijih brakova, posebno za devojke mlađe od petnaest godina, statistički podaci su i dalje zabrinjavajući. Napori da se okončaju dečiji brakovi obuhvataju zakonodavstvo i obezbeđivanje sprovođenja odluka, zajedno sa osnaživanje svesti kod žena i devojčica. Da bi se podigla svest, godine 2012. uspostavljen je Međunarodni dan devojčica, a Ujedinjene nacije se posvetile celu 2012. godinu u promociji cilja za okončanje brakova između dece.

### Menstrualni ciklus
Menstrualni ciklusi žena, otprilike mesečni ciklus promena u reproduktivnom sistemu, mogu predstavljati značajne izazove za žene u reproduktivnim godinama (od ranih tinejdžerskih do oko pedesetih godina). Tu spadaju fiziološke promene koje mogu uticati na fizičko i mentalno zdravlje, zatim simptomi ovulacije i redovnog ispuštanja unutrašnje sluznice materice (endometrijum) praćeno vaginalnim krvarenjem (menstruacijom). Početak menstruacije (menarhe) može biti alarmantan za nespremne devojke i pogrešno shvaćen. Menstruacija ženama može predstavljati prevelik teret u smislu njihove sposobnosti da učestvuju u aktivnostima. Takođe, pristup menstrualnim pomagalima kao što su tamponi i higijenski ulošci može biti teretno. Ovo je posebno izraženo među siromašnijim socio-ekonomskim grupama gde kupovina uložaka i tampona može predstavljati finansijski teret i u zemljama u razvoju. u kojima menstruacija može biti prepreka za obrazovanje devojčica.
Jednaki izazov za žene su fiziološke i emocionalne promene povezane sa prestankom menstruacije (menopauza ili klimakterija). Iako se tipično javljaju postepeno pri kraju pete decenije životu, neredovno krvarenje, prestanak ovulacije i menstruacije praćen je značajnim promenama u hormonalnoj aktivnosti, kako samog jajnika (estrogen i progesteron), tako i hipofize (folikul stimulišući hormon ili FSH i luteinizirajući hormon ili LH). Ove hormonalne promene mogu biti povezane i sa nus pojavama kao što su valunzi i lokale promene na reproduktivnom traktu, kao što su smanjeni vaginalni sekreti i podmazivanje. Iako menopauza može doneti olakšanje od simptoma menstruacije i straha od trudnoće, ona takođe može biti praćena emocionalnim i psihološkim promenama povezanim sa simbolikom gubitka plodnosti i podsetnikom na starenje i mogućim gubitkom poželjnosti. Iako se menopauza obično javlja prirodno kao fiziološki proces, može se javiti i ranije (prevremena menopauza) kao rezultat bolesti ili medicinske ili hirurške intervencije. Kada se menopauza dogodi prerano, negativne posledice mogu biti teže.

### Druga pitanja
Ostala pitanja reproduktivnog i seksualnog zdravlja uključuju seksualno obrazovanje, pubertet, seksualnost i seksualnu funkciju. Žene takođe imaju brojna pitanja vezana za zdravlje dojki i genitalnog trakta, koja spadaju u opseg ginekologije.

## Neproduktivno zdravlje

### Rak
Žene i muškarci imaju približno jednak rizik da umru od raka. Oko četvrtine svih smrtnih slučajeva prouzrokovano je oboljenjem od karcinoma i on je drugi najzastupljeniji uzročnik smrti. Međutim, relativna učestalost različitih karcinoma varira između žena i muškaraca. U 2012. godini, u Sjedinjenim Američkim Državama karcinom pluća, dojke i debelog creva bilo je najčešće oboljenje od raka u ženskoj populaciji. Pored toga, žene su odolevale od karcinoma jajnika, materice, (uključujući karcinome endometrijuma i grlića materice) (Gronovski i Šindler, tabela III). Slični podaci zabeleženi su i za 2016. godinu. Stopa smrtnosti od raka naglo je rasla tokom dvadesetog veka. U novije vreme, zabeležen je trend pada sa opadanjem upotrebom duvanskih proizvoda. U periodu između 1991. i 2012. godine, stopa smrtnosti kod žena opala je za 19% (manje nego kod muškaraca). Početkom dvadesetog veka smrt od raka materice (tela materice i grlića materice) bila je vodeći uzrok smrti od raka kod žena, koje su imale veću smrtnost od raka u odnosu na muškarce. Nakon pronalaska Papanikolau skrining testa (Papa test), od 1930-ih pa nadalje, smrtnost usled raka materice je opadala, prvenstveno zbog niže stope smrtnosti od raka grlića materice. To je rezultiralo ukupnim smanjenjem broja smrtnih slučajeva od raka kod žena između četrdesetih i sedamdesetih godina prošlog veka, kada je porast stope raka pluća doveo do ukupnog povećanja. Pedesetih godina prošlog veka, rak dojke je postao vodeći uzrok smrti od raka kod žena i na prvom mestu se nalazio sve do 1980-ih kada je preovladao rak pluća. Sva tri karcinoma (pluća, dojke, materica) sada opadaju u stopi smrtnosti od raka (Siegel i sar. Slika 8). Rak pluća je i dalje na prvom mestu i više žena umre od raka pluća nego od raka dojke, materice i jajnika zajedno. Ukupno 20% ljudi kod kojih je dijagnostikovan karcinom pluća nikada nije pušilo. Takođe, žene nepušači imaju tri puta veću šansu da obole od raka pluća u odnosu na muškarce koji ne puše.
Žene imaju manju životnu verovatnoću da im se dijagnostikuje rak (38% naspram 45% kod muškaraca), ali je veća verovatnoća da će im rak biti dijagnostikovan u ranijoj dobi.

#### Rak dojke
Rak dojke je drugi najčešći rak na svetu i najčešći zloćudni tumor kod žena. Takođe je među deset najčešćih hroničnih bolesti žena i značajan doprinos gubitku kvaliteta života (Gronovski i Šindler, tabela IV). Na globalnom nivou rak dojki čini 25% svih karcinoma. U 2016. godini rak dojke najčešći je dijagnostikovan među ženama u razvijenim zemljama i zemljama u razvoju, čineći gotovo 30% svih slučajeva, a širom sveta zabeleženo je milion i po slučajeva oboljenja i preko pola miliona smrtnih ishoda, što rak dojke svrstava na peto mesto najčešćih razloga smrti kod kancerogenih oboljenja i na drugom mestu po učestalosti u razvijenijim regionima. Najviše obolelih žena ima u Severnoj Americi a najmanje u istočnoj i srednjoj Africi, dok se stopa mortaliteta kreće od 25% u razvijenijim zemljama do 62% u zemljama u razvoju.

#### Rak grlića materice
Na globalnom nivou, rak grlića materice je četvrti najčešći rak među ženama, posebno onim nižeg socioekonomskog statusa. Žene u ovoj grupi imaju smanjen pristup zdravstvenoj zaštiti, visoku stopu dečjih i prisilnih brakova i izloženije su poligamiji i polno prenosivim bolestima. Svi ovi faktori izlažu ih većem riziku od raka grlića materice. U zemljama u razvoju rak grlića materice čini 12% slučajeva raka među ženama i drugi je vodeći uzrok smrti. Godine 2012. zabeleženo je preko 500.000 slučajeva oboljenja i 250.000 smrtnih ishoda od ove bolesti. Najveća stopa je u istočnoj Africi i srednjoj Africi, gde je rak grlića materice najčešći rak kod žena. Stopa smrtnosti od 52% takođe je veća u zemljama u razvoju nego u razvijenim zemljama (43%), a stopa smrtnosti varira između regiona sveta.
Rak grlića materice povezan je sa humanim papiloma virusom (HPV), koji je takođe jedan od uzročnika raka vulve, vagine, anusa i orofarinksa. Gotovo 300 miliona žena širom sveta zaraženo je HPV-om, jednom od najčešćih polno prenosivih infekcija, a 5% od 13 miliona novih slučajeva raka u svetu pripisuje se HPV-u. U razvijenim zemljama, skrining za rak grlića materice pomoću Papa testa identifikovao je veliki broj predkancerogene promene na grliću materice, barem kod onih žena koje imaju pristup zdravstvenoj zaštiti. Takođe, program vakcine protiv HPV je dostupan u 45 zemalja sveta. Programi skrininga i prevencije imaju ograničenu dostupnost u zemljama u razvoju, iako se ubrajaju u jeftine programa za koje nije potrebna skupa tehnologija. Ako se globalno primeni, HPV vakcinacija sa 70% pokrivenosti mogla bi spasiti živote 4 miliona žena od raka grlića materice, jer se većina slučajeva javlja u zemljama u razvoju.

#### Karcinom jajnika
Karcinom jajnika je vodeći uzrok smrti od raka reproduktivnih organa i peti najčešći uzrok smrti žena od karcinoma u Sjedinjenim Američkim Državama. Ne postoji efikasan program skrininga i pretežno se bolest javlja u industrijskim zemljama. Budući da je karcinom uglavnom asimptomatski u najranijim fazama, više od 50% žena ima rak III ili višeg stadijuma (proširen izvan jajnika) u trenutka kada im je dijagnostikovana, što ima za posledicu lošu prognozu i teže lečenje.

### Duševno zdravlje
Skoro 25% žena će tokom života imati problema sa duševnim zdravljem. U odnosu na muškarce, žene su u većem riziku od anksioznosti, depresije i psihosomatskih tegoba. Globalno gledano, depresija je jedna od vodećih bolesti u svetu. U Sjedinjenim Američkim Državama žene imaju depresiju dvostruko češće od muškaraca. Ekonomski troškovi depresije kod američkih žena procenjuju se na 20 milijardi dolara svake godine. Rizici od depresije kod žena povezani su sa promenom mormonskog okruženja koje žene doživljavaju, uključujući pubertet, menstruaciju, trudnoću, porođaj i menopauzu. Takođe, žene drugačije metabolizuju lekove koji se koriste za lečenje depresije u odnosu na muškarce. Stope samoubistava usled depresije su manje kod žena nego kod muškaraca (<1% naspram 2,4%), ali su vodeći uzrok smrti žena mlađih od 60 godina. U Ujedinjenom Kraljevstvu, osnovana je Ženska radna grupa za mentalno zdravlje sa ciljem da prouči razlike u iskustvima i potrebama mentalnog zdravlja između žena i muškaraca.

### Demencija
Prevalenca Alchajmerove bolesti u Sjedinjenim Američkim Državama procenjuje se na 5,1 miliona, a od tog broja dve trećine su žene. Štaviše, mnogo je verovatnije da će žene biti primarne negovateljice odraslih članova porodice sa depresijom, tako da snose i veći rizike i terete ove bolesti. Doživotni rizik za ženu od razvoja Alzheimerove bolesti dvostruko je veći od rizika za muškarce. Deo ove razlike može biti posledica očekivanog trajanja života, ali i promena hormonskog statusa tokom njihovog života takođe može imati značajnu ulogu. Takođe, značajnu ulogu imaju i razlike u ekspresiji gena. Smrtni slučajevi od demencije veći su kod žena nego kod muškaraca (4,5% umrlih naspram 2,0%).

### Zdravlje kostiju
Osteoporoza je na šestom mestu među hroničnim bolestima kod žena u Sjedinjenim Američkim Državama, sa ukupnom prevalencom od 18%, i mnogo višom stopom koja uključuje butnu kost, vrat ili lumbalnu kičmu kod žena, koja iznosi oko 16% kod žena i kod muškaraca (4%) starijih od 50 (Gronovski i Šindler, tabela IV). Osteoporoza je faktor rizika za frakturu kostiju i oko 20% starijih građana koji imaju frakturu kuka umire u roku od godinu dana.  Jaz među polovima je uglavnom rezultat smanjenja nivoa estrogena kod žena nakon menopauze. Pokazalo se da hormonska supstituciona terapija (HST) smanjuje ovaj rizik za 25–30% i bila je čest razlog za njeno propisivanje tokom 1980-ih i 1990-ih. Međutim, studija Ženske zdravstvene inicijative (ŽZI) pokazala je da su štetnosti ove terapije veći od njene koristi, što je doprinelo padu upotrebe HST-a.

### Anemija
Anemija je glavni globalni zdravstveni problem žena. Žene su pogođene anemičnim stanjem više od muškaraca, i procenjuje se da je oko 30% žena anemično, dok je kod trudnica ta učestalost u rangu od oko 42%. Anemija je povezana sa nizom negativnih zdravstvenih ishoda, uključujući loš ishod trudnoće i oštećenu kognitivnu funkciju (smanjena koncentracija i pažnja). Glavni uzrok anemije je nedostatak gvožđa. U Sjedinjenim Američkim Državama anemiju usled nedostatka gvožđa ima 37% trudnica, ali globalna prevalencija iznosi čak 80%. Anemija započinje u adolescenciji, pri menstrualnom gubitku krvi, koji se sastoji od povećane potražnje za gvožđem u rastu. Trudnoća dovodi do daljeg trošenja gvožđa.

### Nasilje
Žene doživljavaju nasilje drugačije od muškaraca. Ujedinjene nacije su nasilje prema ženama definisali kao:
„...svako delo rodno zasnovanog nasilja koja dovode ili mogu da dovedu do fizičke, seksualne, psihičke, odnosno ekonomske povrede ili patnje za žene, obuhvatajući i pretnje takvim delima, prinudu ili proizvoljno lišavanje slobode, bilo u javnom, bilo u privatnom životu.” (Ujedinjene Nacije, Deklaracija o uklanjanju nasilja nad ženama, 1993)
Nasilje nad ženama može imati različite oblike, uključujući fizički, seksualni, emocionalni i psihološki oblik, i može se dešavati tokom čitavog života. Strukturno nasilje može biti ugrađeno u zakonodavstvo a može biti i sistematska mizoginija od strane organizacija protiv grupa žena. Počinitelj nasilja može da bude bilo ko: od države, stranca, poznanika, rođaka, pa do partnera i može se manifestovati u čitavom spektru, od diskriminacije preko uznemiravanja, seksualnog zlostavljana i silovanja do fizičkog povređivanja i femicida (ubistva). Takođe, kulturološke prakse, kao što je sakaćenje ženskih genitalija, mogu biti uzrok nasilja nad ženama.
Nefatalno nasilje nad ženama ima ozbiljne implikacije na fizičko, mentalno i reproduktivno zdravlje žena i smatra se ne samo izolovanim događajima, već sistematskim obrascem ponašanja koji krši njihova prava, ali takođe ograničava njihovu ulogu u društvu i zahteva sistematski pristup u rešavanju.
Svetska zdravstvena organizacija (SZO) procenjuje da je 35% žena u svetu tokom svog života doživelo fizičko ili seksualno nasilje i da je najčešća pretrpela nasilje od strane partnera. Oko 30% žena u vezi prijavljuje takvo iskustvo, a 38% ubistava žena počinili su njihovi partneri. Ove brojke mogu biti i do 70% u nekim regionima. Faktori rizika od nasilja nad ženama uključuju niska obrazovna postignuća, roditeljsko iskustvo, zlostavljanje u detinjstvu, neravnopravnost polova i kulturni stavovi koji omogućavaju da se nasilje smatra prihvatljivijim.
Svetska zdravstvena organizacija je na svojoj skupštini 1996. godine nasilje proglasila globalnim zdravstvenim prioritetom, oslanjajući se i na Deklaraciju Ujedinjenih nacija o uklanjanju nasilja nad ženama (1993) i na preporuke Međunarodne konferencije o stanovništvu i razvoju (Kairo, 1994) i Četvrte svetske konferencije o ženama (Peking, 1995). Svetska zdravstvena organizacija objavila je svoj izveštaj 2002. godine fokusiran na na seksualnom nasilju i nasilju od strane partnera. U međuvremenu, Ujedinjene nacije su ovaj problem svrstale u svoj akcioni plan na Generalnoj skupštini koja je usvojila Milenijumsku deklaraciju u septembru 2000. godine, kojom je, između ostalog, pokazana rešenost za „borbom protiv svih oblika nasilja nad ženama i primenom Konvencije o uklanjanju svih oblika diskriminacije žena“. Jedan od Milenijumskih ciljeva (MRC 3) bila je promocija rodne ravnopravnosti i osnaživanje žena, u cilju nastojenja da se eliminišu svi oblici nasilja nad ženama, kao i primena Konvencije o uklanjanju svih oblika diskriminacije žena. Ovim je prepoznato da je uklanjanje nasilja, uključujući diskriminaciju, preduslov za postizanje svih ostalih ciljeva poboljšanja zdravlja žena. Međutim, kasnije su upućene kritike jer nasilje nije uvršćeno u eksplicitne ciljeve, kao „nedostajući cilj“. U evaluaciji MCR-a 3, nasilje je ostalo glavna prepreka postizanju celokupnih ciljeva. U nasledniku održivog razvoja, koji takođe eksplicitno navode srodna pitanja diskriminacije, dečje brakove i sečenje genitalija, jedan cilj je naveden kao „Eliminisanje svih oblika nasilja nad svim ženama i devojkama u javnoj i privatnoj sferi“ do 2030. godine.
Entitet Ujedinjenih nacija za ravnopravnost polova i osnaživanje žena, poznat i pod nazivom UN Women izrazio je uverenje da je nasilje nad ženama "ukorenjeno u rodno zasnovanoj diskriminaciji i socijalnim normama i rodnim stereotipima", i zagovaraju praksu da se pored pomoći žrtvama nasilja, pristupi i prevenciji i otklanjanju osnovnih i strukturnih uzroka. Entitet preporučuje razvoj programa usmerenog na oba pola kako bi se promovisala jednakosti i poštovanje. Ova strategija uključuje širok spektar obrazovnih i kulturnih promena uključujući i napore za sprovođenje preporuka Komisije Ujedinjenih nacija za status žena (2013). U sklopu ovih napora, Međunarodni dan devojčica 2014. godine je bio posvećen okončanju nasilja. Svetska zdravstvena skupština je takođe usvojila globalni plan akcije za borbu protiv nasilja nad ženama.

## Žene u zdravstvenim istraživanjima
Promene u načinu na koji su vizuelno prikazane istraživačke etike nakon Nirnberških procesa (1946) dovele su do atmosfere protekcionizma grupa za koje se smatralo da su ranjive, što je često bilo zakonski regulisano. To je rezultiralo relativno nedovoljnom zastupljenošću žena u kliničkim ispitivanjima. Položaj žena u istraživanju dodatno je kompromitovan 1977. godine, kada je kao odgovor na tragedije prouzrokovane talidomidom i dietilstilbestrolom, Američka uprava za hranu i lekove (FDA) zabranila ženama u rodnoj dobi da učestvuju u ranoj kliničkoj fazi ispitivanja. U praksi se ova zabrana često primenjivala vrlo široko kako bi se isključile sve žene. Žene, barem one u rodnoj dobi, takođe su smatrane neprikladnim ispitanicima zbog njihove fluktuacije hormonalnih nivoa tokom menstrualnog ciklusa. Međutim, istraživanja su pokazala značajne biološke razlike među polovima u stopama osetljivosti, simptomima i odgovoru na lečenje u mnogim glavnim oblastima zdravlja, uključujući bolesti srca i pojedine karcinome. Ova isključenja predstavljaju pretnju za primenu lekova zasnovanih na istraživanjima nad ženama i predstavljaju kompromis u pogledu nege koja se nudi i ženama i muškarcima.
Sve veći fokus na ženska prava u Sjedinjenim Američkim Državama tokom 1980-ih usredsredio je pažnju na činjenicu da mnogi lekovi koji se prepisuju ženama nikada nisu bili testirani na ženama u rodnoj dobi i da postoji relativno malo osnovnih istraživanja o zdravlju žena. Kao odgovor na ovo, Nacionalni institut za zdravlje (NIH) je 1990. godine osnovao Kancelariju za istraživanje zdravlja žena (ORWH) kako bi smanjio nejednakost. Godine 1993. Nacionalni zakon o revitalizaciji zdravstvenih zavoda zvanično je preokrenuo američku politiku zahtevajući da klinička ispitivanja III faze, koja finansira Nacionalni institut za zdravlje, moraju da uključuju žene. To je rezultiralo povećanjem broja žena angažovanih u istraživačke studije. Sledeća faza bila je specifično finansiranje velikih epidemioloških studija i kliničkih ispitivanja usredsređenih na zdravlje žena, poput Ženske zdravstvene inicijative (1991), najveće studije o prevenciji bolesti sprovedene u SAD-u. Njena uloga bila je proučavanje glavnih uzroka smrti, invaliditeta i slabosti kod starijih žena. Uprkos ovom očiglednom napretku, žene su i dalje nedovoljno zastupljene. U 2006. godini žene su učestvovale u manje od 25% kliničkih ispitivanja objavljenih 2004. godine. Proučavanje istih autora pet godina kasnije otkrilo je malo dokaza o poboljšanju. Druga studija otkrila je učestalost između 10–47% žena u kliničkim ispitivanjima bolesti srca, uprkos prevalenciji srčanih bolesti kod žena. Rak pluća je vodeći uzrok smrti od raka među ženama, ali iako se broj žena ispitanih u studije raka pluća povećava, i dalje je daleko manja verovatnoća da će biti ispitane u odnosu na muškarce.
Jedan od izazova u proceni napretka u ovoj oblasti je broj kliničkih studija koje ili ne prijavljuju pol ispitanika ili im nedostaje statistička moć za otkrivanje rodnih razlika. Ovo su još uvek bila pitanja u 2014. godini. Dodatna briga je činjenica da većina studija na životinjama takođe isključuje ženke ili ne uzima u obzir razlike u polu. Na primer, uprkos većoj učestalosti depresije među ženama, manje od polovine studija na životinjama koriste ženske životinje. Shodno tome, brojne agencije za finansiranje, kao i naučni časopisi traže od istraživača da se izričito bave pitanjima pola u svojim istraživanjima.
Srodno pitanje je uključivanje trudnica u kliničke studije. S obzirom da druge bolesti mogu postojati istovremeno sa trudnoćom, potrebne su informacije o odgovoru i efikasnosti intervencija tokom trudnoće, ali etička pitanja u vezi sa fetusom ovo pitanje čini složenijim. Ova pristrasnost prema polovima delimično se nadoknađuje pokretanjem velikih epidemioloških studija o ženama, poput Studije o zdravlju medicinskih sestara (1976), Ženske zdravstvene inicijative i Studije o zdravlju crnih žena.
Žene su takođe bile predmet zloupotrebe i zanemarivanja u istraživanjima zdravstvene zaštite, kao što je situacija otkrivena u „Cartwright Inquiry“ na Novom Zelandu (1988), u kojoj su istraživanja dve feminističke novinarke otkrila da žene sa abnormalnostima grlića materice nisu dobile tretman lečenja u okviru eksperimenta. Ženama nije rečeno o postojanju abnormalnostima i nekoliko njih je kasnije umrlo.

## Nacionalne i međunarodne inicijative
Mnoge zemlje širom sveta, pored problema neravnopravnosti polova, svrstalo je zdravlje žena u svoje nacionalne inicijative. Tako je na primer, 1991. godine u Sjedinjenim Američkim Državama, Odeljenje za zdravstvo i socijalne usluge osnovalo Kancelariju za zdravlje žena u cilju poboljšanja zdravlja žena u SAD, kroz koordinaciju sa ostalim agencijama. Godine 1994. Centar za kontrolu i prevenciju bolesti osnovao je sopstvenu Kancelariju za zdravlje žena, koja je formalno odobrena Zakonom o pristupu zdravstvenoj zaštiti iz 2010. godine.
Na međunarodnom nivou, mnoge agencije Ujedinjenih nacija poput Svetske zdravstvene organizacije (SZO), Populacionog fonda Ujedinjenih nacija (UNFPA) i UNICEF-a sprovode specifične programe o zdravlju žena i zdravlju majki, kao i o seksualnom i reproduktivnom zdravlju. Pored toga, globalni ciljevi Ujedinjenih nacija bave se mnogim pitanjima vezanim za zdravlje žena, i direktno i indirektno. Tu spadaju Milenijumski razvojni ciljevi iz 2000. godine (MRC) naslednik ovog programa, Ciljevi održivog razvoja koji je usvojeni u septembru 2015. godine, nakon izveštaja o napretku Milenijumskih razvojnih ciljeva (The Millennium Development Goals Report 2015). Osam ciljeva (iskorenjivanje ekstremnog siromaštva i gladi, postizanje univerzalnog osnovnog obrazovanja, promocija rodne ravnopravnosti i osnaživanje žena, smanjenje stope smrtnosti dece, poboljšanje zdravlja majki, borba protiv HIV/AIDS-a, malarije i drugih bolesti, obezbeđivanje održivosti) bave se direktno ili indirektno pitanjem zdravlja žena.

## Ciljevi i izazovi
Istraživanja su prioritet u poboljšanju zdravlja žena. Pojedina istraživanja jedinstvena su za žene, neka obuhvataju bolesti koje više pogađaju ženski pol a pojedina istraživanja bave se faktorima rizika između žena i muškaraca. Zbog toga, ravnoteža polova u istraživačkim studijama mora biti na odgovarajući način uravnotežena kako bi se omogućila analiza koja će otkriti interakcije između pola i drugih faktora. Gronovski i Šindler predlažu da se naučne publikacije obavezuju da prilikom istraživanja i objavljivanja rezultata uzmu u obzir neravnopravnost polova i da u svojim finansiranjima, podrže projekte koji uključuju oba pola. Takođe, sugeriše se zdravstvenim organizacijama da podstiču uključivanje žena u klinička ispitivanja. Prethodnih godina zabeležen je napredak na ovom polju a 2006. godine Društvo za istraživanje zdravlja žena osnovalo je Organizaciju za proučavanje polnih razlika i pokrenulo časopis „Biology of Sex Differences” radi daljeg proučavanja ovih razlika.
Da bi se nalazi istraživanja implementirali u kliničkoj praksi, potreban je vremenski period. Klinička medicina treba da uključi informacije koje su već dostupne iz istraživačkih studija o različitim načinima na koje bolesti pogađaju žene i muškarce. Mnoge „normalne“ laboratorijske vrednosti nisu iste za muškarce i žene a takođe su različiti i kriterijumi za rast i razvoj. Takođe, razlika u polovima se mora uzeti u obzir i kod doziranja određenih lekova.
Pristup žena zdravstvenoj zaštiti i dalje je izazov, kako u zemljama u razvoju, tako i u razvijenim državama. U Sjedinjenim Američkim Državama, pre nego što je stupio na snagu Zakon o pristupačnoj zdravstvenoj zaštiti, 25% žena u rodnoj dobi nije imalo zdravstveno osiguranje. U nedostatku odgovarajućeg osiguranja, žene će verovatno izbeći važne korake za sopstveno zdravlje, kao što su rutinski sistematski pregled, preventivni skrininzi i testiranja i prenatalna nega. Situaciju pogoršava činjenica da su žene koje žive ispod granice siromaštva u većem riziku od neplanirane trudnoće, neplaniranog porođaja i izbornog pobačaja. Dodatnom finansijskom opterećenju u ovoj grupi su loša obrazovna postignuća, nedostatak prevoza, nefleksibilni rasporedi rada i poteškoće u dobijanju nege o deci, a sve to stvara prepreke pristupu zdravstvenoj zaštiti žena. Ovi problemi su mnogo gori u zemljama u razvoju. Manje od 50% porođaja u ovim zemljama prisustvuju pružaoci zdravstvenih usluga (npr. Babice, medicinske sestre, lekari) što dovodi do veće stope smrtnosti majki, (do 1: 1.000 živorođenih). Takođe, isključuju se posete ginekologu iako je SZO propisala da je potrebno najmanje četiri prenatalne posete. Nedostatak zdravstvenih radnika, ustanova i resursa doprinose visokom stepenu morbiditeta kod žena zbog neizbežnih stanja kao što su akušerske fistule, polno prenosive bolesti i rak grlića materice.
Kancelarija za istraživanje zdravlja žena u Sjedinjenim Američkim Državama veruje da je jedan od najboljih načina za unapređenje istraživanja u zdravlju žena povećanje udela žena uključenih u zdravstvenu zaštitu i zdravstvena istraživanja, kao i preuzimanje vođstva u vladi, centrima za visoko obrazovanje i privatnom sektoru. Za ostvarivanje ovih ciljeva daje se bespovratna finansijska pomoć. Nacionalna naučna fondacija u Sjedinjenim Državama navodi da žene stiču samo polovinu doktorata koji se dodeljuju u nauci i inženjerstvu, popunjavajući samo 21% redovnih profesorskih mesta u nauci i 5% onih u inženjerstvu, dok zarađuju samo 82% naknade u odnosu na istim pozicijama na kojima se nalaze muškarci. Ova razlika je izraženija u Evropi.

## Napomene
1. ↑  Usvojen decembara 2011. a obeležava se svakog 11. oktobra.[113]

## Bibliografija

### Simpozijumi i serije
- „14th Bergmeyer Conference on Women's Health”. Scandinavian Journal of Clinical and Laboratory Investigation. 74 (sup244): 1—94. август 2014.
- „Inclusion of women and minorities in clinical research”. Academic Medicine. 69 (9). септембар 1994.
- „Maternal survival (5 articles)”. The Lancet. 368. septembar—oktobar 2006.

### Članci
- Aldridge, Robert W.; Story, Alistair; Hwang, Stephen W.; Nordentoft, Merete; Luchenski, Serena A.; Hartwell, Greg; Tweed, Emily J.; Lewer, Dan; Vittal Katikireddi, Srinivasa; Hayward, Andrew C. (2017-11-10). „Morbidity and mortality in homeless individuals, prisoners, sex workers, and individuals with substance use disorders in high-income countries: a systematic review and meta-analysis”. Lancet. 391 (10117): 241—250. ISSN 1474-547X. PMC 5803132 . PMID 29137869. doi:10.1016/S0140-6736(17)31869-X.
- Arbyn, M.; Castellsague, X.; de Sanjose, S.; Bruni, L.; Saraiya, M.; Bray, F.; Ferlay, J. (6. 4. 2011). „Worldwide burden of cervical cancer in 2008”. Annals of Oncology. 22 (12): 2675—2686. PMID 21471563. doi:10.1093/annonc/mdr015 .
- Carnes, Molly; Morrissey, Claudia; Geller, Stacie E. (новембар 2008). „Women's Health and Women's Leadership in Academic Medicine: Hitting the Same Glass Ceiling?”. Journal of Women's Health. 17 (9): 1453—1462. PMC 2586600 . PMID 18954235. doi:10.1089/jwh.2007.0688.
- Charney, Pamela (август 2000). „Women's health: An Evolving Mosaic”. Journal of General Internal Medicine. 15 (8): 600—602. PMC 1495581 . PMID 10940153. doi:10.1046/j.1525-1497.2000.00623.x.
- Charney, Pamela (4. 12. 2001). „Coronary Artery Disease in Young Women: The Menstrual Cycle and Other Risk Factors”. Annals of Internal Medicine. 135 (11): 1002—1004. PMID 11730402. S2CID 26841205. doi:10.7326/0003-4819-135-11-200112040-00013.
- Clancy, Carolyn M.; Massion, Charlea T. (14. 10. 1992). „American Women's Health Care. A Patchwork Quilt With Gaps”. JAMA. 268 (14): 1918—1920. PMID 1404719. doi:10.1001/jama.1992.03490140126048.
- Coney, Sandra; Bunkle, Phillida (јун 1987). „An Unfortunate Experiment at National Women's” (PDF). Metro. Auckland. стр. 47—65. Архивирано из оригинала (PDF) 16. 01. 2020. г. Приступљено 23. 8. 2016.
- Ellsberg, M. (септембар 2006). „Violence against women and the Millennium Development Goals: Facilitating women's access to support”. International Journal of Gynecology & Obstetrics. 94 (3): 325—332. CiteSeerX 10.1.1.619.5166 . PMID 16842792. S2CID 1770101. doi:10.1016/j.ijgo.2006.04.021.
- Friedman, Arnold J.; Chen, Zhao; Ford, Patricia; Johnson, Cynda Ann; Lopez, Ana Maria; Shander, Aryeh; Waters, Jonathan H.; van Wyck, David (децембар 2012). „Iron Deficiency Anemia in Women Across the Life Span”. Journal of Women's Health. 21 (12): 1282—1289. PMID 23210492. doi:10.1089/jwh.2012.3713.
- Gahagan, Jacqueline; Gray, Kimberly; Whynacht, Ardath (2015). „Sex and gender matter in health research: addressing health inequities in health research reporting”. International Journal for Equity in Health. 14 (1): 12. PMC 4320818 . PMID 25637131. doi:10.1186/s12939-015-0144-4.
- Gahagan, Jacqueline (15. 8. 2016). „Commentary on the new sex and gender editorial policy of the Canadian Journal of Public Health”. Canadian Journal of Public Health. 107 (2): e140—1. PMC 6972341 . PMID 27526209. doi:10.17269/cjph.107.5584. Генерални сажетак – Jon Tattrie. Canadian Journal of Public Health tells researchers to address sex, gender in trials: Research 'excluding 50 per cent of the population' isn't best return for taxpayers, says Jacqueline Gahagan. Canadian Broadcasting Corporation News: Nova Scotia (7. 12. 2016).
- García-Moreno, Claudia; Amin, Avni (1. 5. 2016). „The sustainable development goals, violence and women's and children's health”. Bulletin of the World Health Organization. 94 (5): 396—397. PMC 4850543 . PMID 27147771. doi:10.2471/blt.16.172205.
- Geller, Stacie E.; Adams, Marci Goldstein; Carnes, Molly (децембар 2006). „Adherence to Federal Guidelines for Reporting of Sex and Race/Ethnicity in Clinical Trials”. Journal of Women's Health. 15 (10): 1123—1131. PMID 17199453. S2CID 19653225. doi:10.1089/jwh.2006.15.1123.
- Geller, Stacie E.; Koch, Abby; Pellettieri, Beth; Carnes, Molly (март 2011). „Inclusion, Analysis, and Reporting of Sex and Race/Ethnicity in Clinical Trials: Have We Made Progress?”. Journal of Women's Health. 20 (3): 315—320. PMC 3058895 . PMID 21351877. doi:10.1089/jwh.2010.2469.
- Gronowski, Ann M.; Schindler, Emily I. (2014). „Women's Health”. Scand J Clin Lab Invest Suppl. 244: 2—7. PMID 25083885. S2CID 46673330. doi:10.3109/00365513.2014.936672., in Bergmeyer (2014)
- Inhorn, Marcia C. (септембар 2006). „Defining Women's Health: A Dozen Messages from More than 150 Ethnographies” (PDF). Medical Anthropology Quarterly. 20 (3): 345—378. PMID 16937621. doi:10.1525/maq.2006.20.3.345.
- Kim, Esther S.H.; Carrigan, Thomas P.; Menon, Venu (август 2008). „Enrollment of Women in National Heart, Lung, and Blood Institute-Funded Cardiovascular Randomized Controlled Trials Fails to Meet Current Federal Mandates for Inclusion”. Journal of the American College of Cardiology. 52 (8): 672—673. PMID 18702973. doi:10.1016/j.jacc.2008.05.025.
- Koplan, Jeffrey P; Bond, T Christopher; Merson, Michael H; Reddy, K Srinath; Rodriguez, Mario Henry; Sewankambo, Nelson K; Wasserheit, Judith N (јун 2009). „Towards a common definition of global health”. The Lancet. 373 (9679): 1993—1995. CiteSeerX 10.1.1.610.7968 . PMID 19493564. S2CID 6919716. doi:10.1016/S0140-6736(09)60332-9.
- Kozhimannil, Katy Backes; Abraham, Jean M.; Virnig, Beth A. (март 2012). „National Trends in Health Insurance Coverage of Pregnant and Reproductive-Age Women, 2000 to 2009”. Women's Health Issues. 22 (2): e135—e141. PMID 22385900. doi:10.1016/j.whi.2011.12.002.
- Liu, Katherine A.; DiPietro Mager, Natalie A. (31. 3. 2016). „Women's involvement in clinical trials: historical perspective and future implications”. Pharmacy Practice. 14 (1): 708. PMC 4800017 . PMID 27011778. doi:10.18549/PharmPract.2016.01.708.
- McCarthy, CR (1994). „Historical background of clinical trials involving women and minorities”. Acad Med. 69 (9): 695—698. PMID 8074757. doi:10.1097/00001888-199409000-00002 ., in Academic Medicine (1994)
- Macfarlane, Sarah B; Jacobs, Marian; Kaaya, Ephata E (10. 12. 2008). „In the Name of Global Health: Trends in Academic Institutions”. Journal of Public Health Policy. 29 (4): 383—401. PMID 19079297. S2CID 46424271. doi:10.1057/jphp.2008.25.
- Manson, JoAnn E.; Chlebowski, Rowan T.; Stefanick, Marcia L.; Aragaki, Aaron K.; Rossouw, Jacques E.; Prentice, Ross L.; Anderson, Garnet; Howard, Barbara V.; Thomson, Cynthia A.; LaCroix, Andrea Z.; Wactawski-Wende, Jean; Jackson, Rebecca D.; Limacher, Marian; Margolis, Karen L.; Wassertheil-Smoller, Sylvia; Beresford, Shirley A.; Cauley, Jane A.; Eaton, Charles B.; Gass, Margery; Hsia, Judith; Johnson, Karen C.; Kooperberg, Charles; Kuller, Lewis H.; Lewis, Cora E.; Liu, Simin; Martin, Lisa W.; Ockene, Judith K.; O'sullivan, Mary Jo; Powell, Lynda H.; Simon, Michael S.; Van Horn, Linda; Vitolins, Mara Z.; Wallace, Robert B. (2. 10. 2013). „Menopausal Hormone Therapy and Health Outcomes During the Intervention and Extended Poststopping Phases of the Women's Health Initiative Randomized Trials”. JAMA. 310 (13): 1353—1368. PMC 3963523 . PMID 24084921. doi:10.1001/jama.2013.278040.
- Marshall, N. L.; Tracy, A. J. (2009). „After the Baby: Work-Family Conflict and Working Mothers' Psychological Health”. Family Relations. 58 (4): 380—391. doi:10.1111/j.1741-3729.2009.00560.x .
- Marshall, Nancy L. Employment and women's health. стр. 46—63. Приступљено 13. 7. 2016., in Spiers et al (2013)
- Murray-Kolb, LE; Beard, JL (март 2007). „Iron treatment normalizes cognitive functioning in young women.”. American Journal of Clinical Nutrition. 85 (3): 778—87. PMID 17344500. doi:10.1093/ajcn/85.3.778 .
- Norsigian, Judy (1994). „Women and National Health Care Reform: A Progressive Feminist Agenda”. Reframing Women's Health: Multidisciplinary Research and Practice. SAGE Publications, Inc. стр. 111–117. ISBN 9780803958609. doi:10.4135/9781483327099.n11., in Dan (1994)
- Nour, Nawal M. (2014). „Global women's health – A global perspective”. Scandinavian Journal of Clinical and Laboratory Investigation. 74: 8—12. PMID 25083886. S2CID 207421495. doi:10.3109/00365513.2014.936673., in Bergmeyer (2014)
- Pimenta, Jeanne M; Galindo, Claudia; Jenkins, David; Taylor, Sylvia M (21. 11. 2013). „Estimate of the global burden of cervical adenocarcinoma and potential impact of prophylactic human papillomavirus vaccination”. BMC Cancer. 13 (1): 553. PMC 3871005 . PMID 24261839. doi:10.1186/1471-2407-13-553.
- Pinn, VW (1994). „The role of the NIH's Office of Research on Women's Health”. Acad Med. 69 (9): 698—702. PMID 8074758. doi:10.1097/00001888-199409000-00003 ., in Academic Medicine (1994)
- Public Health Service Task Force on Women's Health Issues (January—February 1985). „Women's health. Report of the Public Health Service Task Force on Women's Health Issues”. Public Health Reports. 100 (1): 73—106. PMC 1424718 . PMID 3918328. Проверите вредност парамет(а)ра за датум: |date= (помоћ)
- Royal Thai College of Obstetricians and Gynaecologists; JHPIEGO Corporation Cervical Cancer Prevention Group (март 2003). „Safety, acceptability, and feasibility of a single-visit approach to cervical-cancer prevention in rural Thailand: a demonstration project”. The Lancet. 361 (9360): 814—820. PMID 12642047. doi:10.1016/S0140-6736(03)12707-9.
- Schiebinger, Londa (1. 10. 2003). „Women's health and clinical trials”. Journal of Clinical Investigation. 112 (7): 973—977. PMC 198535 . PMID 14523031. doi:10.1172/JCI19993.
- Shen, Helen (6. 3. 2013). „Inequality quantified: Mind the gender gap”. Nature. 495 (7439): 22—24. PMID 23467149. doi:10.1038/495022a .
- Siegel, Rebecca; Naishadham, Deepa; Jemal, Ahmedin (јануар 2012). „Cancer statistics, 2012”. CA: A Cancer Journal for Clinicians. 62 (1): 10—29. PMID 22237781. S2CID 17068226. doi:10.3322/caac.20138 .
- Siegel, Rebecca L.; Miller, Kimberly D.; Jemal, Ahmedin (јануар 2016). „Cancer statistics, 2016”. CA: A Cancer Journal for Clinicians. 66 (1): 7—30. PMID 26742998. doi:10.3322/caac.21332 .}
- Stevens, Gretchen A; Mathers, Colin D; Beard, John R (1. 9. 2013). „Global mortality trends and patterns in older women”. Bulletin of the World Health Organization. 91 (9): 630—639. PMC 3790210 . PMID 24101779. doi:10.2471/BLT.12.109710.
- Turshen, Meredeth; Koblinsky, Marge; Timyan, Judith; Gay, Jill (децембар 1994). „The Health of Women: A Global Perspective”. Journal of Public Health Policy. 14 (3): 366. JSTOR 3343047. S2CID 71078396. doi:10.2307/3343047.
- Vickers, M. R; MacLennan, A. H; Lawton, B.; Ford, D.; Martin, J.; Meredith, S. K; DeStavola, B. L; Rose, S.; Dowell, A.; Wilkes, H. C; Darbyshire, J. H; Meade, T. W (4. 8. 2007). „Main morbidities recorded in the women's international study of long duration oestrogen after menopause (WISDOM): a randomised controlled trial of hormone replacement therapy in postmenopausal women”. BMJ. 335 (7613): 239. PMC 1939792 . PMID 17626056. doi:10.1136/bmj.39266.425069.AD.
- Watts, Charlotte; Zimmerman, Cathy (април 2002). „Violence against women: global scope and magnitude”. The Lancet. 359 (9313): 1232—1237. PMID 11955557. S2CID 38436965. doi:10.1016/S0140-6736(02)08221-1.
- Young, Ian S. (2014). „Foreword”. Scandinavian Journal of Clinical and Laboratory Investigation. 74: 1. PMID 25083884. S2CID 42459769. doi:10.3109/00365513.2014.936671., in Bergmeyer (2014)

#### Reproduktivno i seksualno zdravlje
- Aedy, Thomas (12. 4. 2016). „Ending child marriage: can we achieve this SDG?”. Development Progress. Архивирано из оригинала 01. 11. 2016. г. Приступљено 7. 8. 2016., in Development Progress (2016)
- Bruinvels, G; Burden, R J; McGregor, A J; Ackerman, K E; Dooley, M; Richards, T; Pedlar, C (6. 6. 2016). „Sport, exercise and the menstrual cycle: where is the research?” (PDF). British Journal of Sports Medicine. 51 (6): bjsports—2016—096279. PMID 27267895. S2CID 46472816. doi:10.1136/bjsports-2016-096279.
- Chandra, A; Copen, CE; Stephen, EH (14. 8. 2013). „Infertility and impaired fecundity in the United States, 1982–2010: data from the National Survey of Family Growth.” (PDF). National Health Statistics Reports (67): 1—18, 1 p following 19. PMID 24988820.
- Darroch, Jacqueline E; Singh, Susheela (мај 2013). „Trends in contraceptive need and use in developing countries in 2003, 2008, and 2012: an analysis of national surveys”. The Lancet. 381 (9879): 1756—1762. PMID 23683642. S2CID 8257042. doi:10.1016/S0140-6736(13)60597-8.
- Forman, David; de Martel, Catherine; Lacey, Charles J.; Soerjomataram, Isabelle; Lortet-Tieulent, Joannie; Bruni, Laia; Vignat, Jerome; Ferlay, Jacques; Bray, Freddie; Plummer, Martyn; Franceschi, Silvia (новембар 2012). „Global Burden of Human Papillomavirus and Related Diseases”. Vaccine. 30: F12—F23. PMID 23199955. doi:10.1016/j.vaccine.2012.07.055.[мртва веза]
- Ganatra, Bela; Tunçalp, Özge; Johnston, Heidi Bart; Johnson Jr, Brooke R; Gülmezoglu, Ahmet Metin; Temmerman, Marleen (1. 3. 2014). „From concept to measurement: operationalizing WHO's definition of unsafe abortion”. Bulletin of the World Health Organization. 92 (3): 155. PMC 3949603 . PMID 24700971. doi:10.2471/BLT.14.136333.
- Nour, NM (април 2004). „Female genital cutting: clinical and cultural guidelines.”. Obstetrical & Gynecological Survey. 59 (4): 272—279. PMID 15024227. S2CID 37097252. doi:10.1097/01.ogx.0000118939.19371.af.
- Nour, Nawal (2006). „Health Consequences of Child Marriage in Africa”. Emerging Infectious Diseases. 12 (11): 1644—1649. PMC 3372345 . PMID 17283612. doi:10.3201/eid1211.060510.
- Nour, Nawal M.; Michels, Karin B.; Bryant, Ann E. (јул 2006). „Defibulation to Treat Female Genital Cutting”. Obstetrics & Gynecology. 108 (1): 55—60. PMID 16816056. S2CID 1780433. doi:10.1097/01.AOG.0000224613.72892.77.
- Peterson, Herbert B; Darmstadt, Gary L; Bongaarts, John (мај 2013). „Meeting the unmet need for family planning: now is the time”. The Lancet. 381 (9879): 1696—1699. PMID 23683620. S2CID 33988391. doi:10.1016/S0140-6736(13)60999-X.
- Sedgh, Gilda; Bearak, Jonathan; Singh, Susheela; Bankole, Akinrinola; Popinchalk, Anna; Ganatra, Bela; Rossier, Clémentine; Gerdts, Caitlin; Tunçalp, Özge; Johnson, Brooke Ronald; Johnston, Heidi Bart; Alkema, Leontine (јул 2016). „Abortion incidence between 1990 and 2014: global, regional, and subregional levels and trends”. The Lancet. 388 (10041): 258—267. PMC 5498988 . PMID 27179755. doi:10.1016/S0140-6736(16)30380-4.
- Sunderam, Saswati; Kissin, Dmitry M.; Crawford, Sara B.; Folger, Suzanne G.; Jamieson, Denise J.; Warner, Lee; Barfield, Wanda D. (4. 12. 2015). „Assisted Reproductive Technology Surveillance — United States, 2013”. MMWR. Surveillance Summaries. 64 (11): 1—25. PMID 26633040. doi:10.15585/mmwr.ss6411a1 .
- Sunderam, Saswati; Kissin, Dmitry M.; Crawford, Sara B.; Folger, Suzanne G.; Jamieson, Denise J.; Warner, Lee; Barfield, Wanda D. (6. 12. 2013). „Assisted Reproductive Technology Surveillance — United States, 2010”. MMWR. Surveillance Summaries. 62 (9): 1—24. PMID 24304902. Приступљено 17. 7. 2016.

#### Zdravlje majki
- Filippi, Véronique; Ronsmans, Carine; Campbell, Oona MR; Graham, Wendy J; Mills, Anne; Borghi, Jo; Koblinsky, Marjorie; Osrin, David (октобар 2006). „Maternal health in poor countries: the broader context and a call for action”. The Lancet. 368 (9546): 1535—1541. PMID 17071287. S2CID 31036096. doi:10.1016/S0140-6736(06)69384-7.
- Hansen, Christian Holm; Schellenberg, Joanna R M Armstrong (јануар 2016). „Modest global achievements in maternal survival: more focus on sub-Saharan Africa is needed” (PDF). The Lancet. 387 (10017): 410—411. PMID 26869551. S2CID 205980332. doi:10.1016/S0140-6736(16)00099-4.
- Joint Commission (26. 1. 2010). „Preventing maternal death” (PDF). Sentinel Event Alert (44). Архивирано из оригинала (PDF) 10. 05. 2017. г. Приступљено 15. 03. 2021.
- Rosenfield, Allan; Maine, Deborah; Freedman, Lynn (септембар 2006). „Meeting MDG-5: an impossible dream?”. The Lancet. 368 (9542): 1133—1135. PMID 17011925. S2CID 12109602. doi:10.1016/S0140-6736(06)69386-0.
- Say, Lale; Chou, Doris; Gemmill, Alison; Tunçalp, Özge; Moller, Ann-Beth; Daniels, Jane; Gülmezoglu, A Metin; Temmerman, Marleen; Alkema, Leontine (јун 2014). „Global causes of maternal death: a WHO systematic analysis”. The Lancet Global Health. 2 (6): e323—e333. PMID 25103301. doi:10.1016/S2214-109X(14)70227-X .

### Knjige
- Barmak, Sarah (2016). Closer: Notes from the Orgasmic Frontier of Female Sexuality. Toronto: Coach. ISBN 9781552453230. Архивирано из оригинала 2016-08-11. г.
- Boyd-Judson, Lyn; James, Patrick, ур. (2014). Women's global health norms and state policies. Lanham: Lexington Books. ISBN 9780739188897.
- Crowell, Nancy A.; Burgess, Ann W., ур. (1996). Understanding Violence Against Women. DC: National Academies Press. ISBN 9780309588812. doi:10.17226/5127.
- Dan, Alice J., ур. (1994). Reframing women's health multidisciplinary research and practice. Thousand Oaks, CA: Sage Publications. ISBN 9781452255200.
- Grant, Nicole J. (1992). The Selling of contraception : the Dalkon Shield case, sexuality, and women's autonomy. Columbus: Ohio State University Press. ISBN 978-0814205723.
- Hart, Tanya (2015). Health in the City: Race, Poverty, and the Negotiation of Women's Health in New York City, 1915–1930. NYU Press. ISBN 9781479873067.
- Koblinsky, Marje; Timyan, Judith; Gay, Jill, ур. (1993). The health of women: a global perspective. Boulder, San Francisco: Westview Press. ISBN 9780813316086.[мртва веза]
- Lewis, Judith A.; Bernstein, Judith (1996). Women's Health: A Relational Perspective Across the Life Cycle. Sudbury, Mass.: Jones & Bartlett Learning. ISBN 9780867204858.
- Loue, Sana; Sajatovic, Martha, ур. (2004). Encyclopedia of woment's health. New York: Kluwer Academic/Plenum Publishers. ISBN 9780306480737.
- Nelson, Jennifer (2015). More Than Medicine: A History of the Feminist Women's Health Movement. New York University Press. ISBN 978-0-8147-6290-5.
- Pringle, Rosemary (1998). Sex and medicine: gender, power and authority in the medical profession. Cambridge: Cambridge Univ. Press. ISBN 9780521578127.
- Regitz-Zagrosek, Vera, ур. (2012). Sex and gender differences in pharmacology. Berlin: Springer. ISBN 9783642307256.
- Senie, Ruby T., ур. (2014). Epidemiology of women's health. Burlington, MA: Jones & Bartlett Learning. ISBN 9780763769857.
- Spiers, Mary V.; Geller, Pamela A.; Kloss, Jacqueline D., ур. (2013). Women's Health Psychology. Hoboken, NJ: Wiley. ISBN 9781118415511.
- Seaman, Barbara; Eldridge, Laura (2008). The No-Nonsense Guide to Menopause. New York: Simon and Schuster. ISBN 9781416564836.
- Stevens, Joyce (1995). Healing women: a history of Leichhardt Women's Community Health Centre. Leichhardt, N.S.W.: First Ten Years History Project. ISBN 978-0646259772. Приступљено 14. 7. 2016.
- Wolf, Naomi (2012). Vagina: a new biography. New York, New York: Ecco. ISBN 9780061989162.
- Young, Iris (2000). Inclusion and democracy. Oxford New York: Oxford University Press. ISBN 9780198297550.

#### Poglavlja
- Galea, Sandro (2013-01-15). Foreword. стр. ix—x. ISBN 9780763769857., in Senie (2014)
- Rosenthal, Miriam B. (2004). „Depression”. Encyclopedia of Women's Health. стр. 358–360. ISBN 978-0-306-48073-7. doi:10.1007/978-0-306-48113-0_120., in Loue & Sajatovic (2004)
- Stebbins, Tira B. (2004). „Mental Illness”. Encyclopedia of Women's Health. стр. 820–822. ISBN 978-0-306-48073-7. doi:10.1007/978-0-306-48113-0_274., in Loue & Sajatovic (2004)
- Varia, Nisha (2016-01-05). Ending Child Mariage: Meeting the Global Development Goals' Promise to Girls. стр. 33—40., in World Report (2016)

### Izveštaji i dokumenta
- Action Plan for Women's Health. US Public Health Service Office on Women's Health. 2004. ISBN 9780788117893.
- Cartwright, Silvia (5. 8. 1988). The Report of the Committee of Inquiry into Allegations Concerning the Treatment of Cervical Cancer at National Women's Hospital and into Other Related Matters. Auckland: Government Printing Office. ISBN 978-0-473-00664-8.
- Committee on Women's Health Research, Institute of Medicine (2010). Women's Health Research: Progress, Pitfalls, and Promise. Washington DC: National Academies Press. ISBN 9780309153898. Приступљено 24. 7. 2016.
- Johnson, Paula A.; Therese Fitzgerald, Therese; Salganicoff, Alina; Wood, Susan F.; Goldstein, Jill M. (3. 3. 2014). Sex-Specific Medical Research Why Women's Health Can't Wait: A Report of the Mary Horrigan Connors Center for Women's Health & Gender Biology at Brigham and Women's Hospital (PDF). Boston MA: Mary Horrigan Connors Center for Women's Health & Gender Biology.
- Office of the Surgeon General (2004). Bone Health and Osteoporosis: A Report of the Surgeon General. Rockville, MD: U.S. Department of Health and Human Services. PMID 20945569. Приступљено 18. 7. 2016.
- Presler-Marshall, Elizabeth; Jones, Nicola (јун 2012). Charting the future: empowering girls to prevent early pregnancy (PDF). London: Overseas Development Institute Save the Children. Архивирано из оригинала (PDF) 01. 07. 2015. г. Приступљено 15. 03. 2021.
- Singh, Susheela; Darroch, Jacqueline E. (јун 2012). Adding It Up: Costs and Benefits of Contraceptive Services Estimates for 2012 (PDF). NY: Guttmacher Institute UNFPA. Приступљено 7. 9. 2016.
- Wood, Susan F.; Dor, Avi; Gee, Rebekah E.; Harms, Alison; Mauery, D. Richard; Rosenbaum, Sara J.; Tan, Ellen (15. 6. 2009). Women's health and health care reform: the economic burden of disease in women'. Washington DC: George Washington University, School of Public Health and Health Services, Jacobs Institute of Women's Health. Приступљено 17. 7. 2016.
- World Report 2016 (PDF). New York: Human Rights Watch. 2016. ISBN 978-1-60980-702-3.

#### Ujedinjene nacije
- Biddlecom, Ann; Kantorová, Vladimíra; Kisambira, Stephen; Nahmias, Petra; Rafalimanana, Hantamalala (2015). Trends in Contraceptive Use Worldwide 2015 (PDF). New York: Department of Economic and Social Affairs, United Nations. ISBN 978-92-1-057775-5.
- Blum, Robert W; Gates, William H (2015). Girlhood, Not Motherhood: Preventing Adolescent Pregnancy (PDF). UNFPA. ISBN 978-0-89714-986-0. Приступљено 5. 8. 2016.
- Garcia-Moreno, Claudia; Guedes, Alessandra; Knerr, Wendy (2012). Understanding and addressing violence against women (PDF). WHO PAHO.
- García-Moreno, Claudia; Pallitto, Christina; Devries, Karen; Stöckl, Heidi; Watts, Charlotte; Abrahams, Naeemah (2013). Global and regional estimates of violence against women prevalence and health effects of intimate partner violence and non-partner sexual violence. (PDF). Geneva: WHO LSHTM SAMRC. ISBN 978-92-4-156462-5.
- Ibañez, Ximena Andión; Phillips, Suzannah; Fine, Johanna; Shoranick, Tammy (2010). The right to contraceptive information and services for women and adolescents (PDF). Center for Reproductive Rights UNFPA.
- Jones, Debra A (2007). Living Testimony: Obstetric Fistula and Inequities in Maternal Health (PDF). UNFPA.
- Krug, Etienne G.; Dahlberg, Linda L.; Mercy, James A.; Zwi, Anthony B.; Lozano, Rafael, ур. (2002). The World report on violence and health. Geneva: WHO. ISBN 978-92-4-154561-7.
- Ricardo, Christine; Verani, Fabio (2010). Engaging Men and Boys in Gender Equality and Health: A global toolkit for action. UNFPA. ISBN 978-0-89714-909-9.
- Stewart, BW; Wild, CP, ур. (2014). World Cancer Report 2014. Lyon: IARC WHO. ISBN 978-92-832-0443-5. Архивирано из оригинала 18. 06. 2018. г. Приступљено 15. 03. 2021.
- UN (20. 12. 1993). Declaration on the Elimination of Violence against Women. 48/104 (PDF). United Nations General Assembly.
- UN (8. 9. 2000). United Nations Millennium Declaration. 55/2. United Nations General Assembly.
- UN (2015). The Millennium Development Goals Report 2015 (PDF). New York: United Nations.
- UN (2015). Millennium Development Goal 3: Promote gender equality and empower women (PDF). New York: United Nations.
- UN (2015). Millennium Development Goal 5: Improve maternal health (PDF). New York: United Nations.
- WHA (мај 1996). Prevention of violence: a public health priority WHA49.25 (PDF). Geneva: WHO.
- WHO (јул 1997). Violence against women: Definition and scope of the problem (PDF).
- WHO (2005a). Addressing violence against women and achieving the Millennium Development Goals (PDF). Geneva: WHO: Department of Gender, Women and Health.
- WHO (2005b). The World Health Report 2005: Make every mother and child count. Geneva: WHO. ISBN 92-4-156290-0.
- WHO (2014). Trends in maternal mortality: 1990 to 2013 (PDF). WHO. ISBN 978-92-4-150722-6. Приступљено 2. 8. 2016.
- WHO (август 2016). Child, early and forced marriage legislation in 37 Asia-Pacific countries (PDF). WHO IPU. ISBN 978-92-4-156504-2. Приступљено 5. 8. 2016.

### Veb-sajtovi
- McGregor, Alyson (септембар 2014). „Why medicine often has dangerous side effects for women”. TED: Ideas worth spreading. Sapling Foundation.
- Saslow, Debbie (30. 1. 2013). „Cervical Cancer is an International Issue”. American Cancer Society. Архивирано из оригинала 17. 04. 2018. г. Приступљено 12. 8. 2016.
- Arulkumaran, Sabaratnam (ур.). „GLOWM: The Global Library of Women's Medicine”. International Federation of Gynecology and Obstetrics (FIGO). Приступљено 18. 7. 2016.
- NLM (2015). „Women's Health”. Medical Subject Headings (MeSH). Приступљено 6. 7. 2016.
- „The global NCD epidemic: shifting the definition of women's health and development”. GHD. Global Health and Diplomacy. 2014.

#### Vesti
- Barlow, Rich (28. 3. 2014). „Why Medical Research Often Ignores Women”. BU Today. Boston University. Приступљено 21. 7. 2016.
- Belluz, Julia (7. 11. 2016). „Want to improve the health of women? Electing a female leader helps.”. Vox. Приступљено 10. 11. 2016.
- MacEachron, Allison (јул 2014). „Women's Health in the Post – 2015 World: Ensuring No One is Left Behind” (PDF). BCUN News. Business Council for the United Nations. Архивирано из оригинала (PDF) 11. 08. 2016. г. Приступљено 13. 7. 2016.
- Paquette, Danielle (22. 10. 2016). „Why your daughter may never need to buy a tampon”. Washington Post. Приступљено 26. 10. 2016.
- Rogers, Katie (18. 10. 2016). „How to stop your period”. New York Times. Приступљено 26. 10. 2016.
- Roussy, Kas (6. 6. 2016). „Women's period seen as barrier to medical research: 'Women are not just men with boobs and tubes,' researcher says”. Canadian Broadcasting Corporation. Приступљено 4. 7. 2016.
- Roy, Eleanor Ainge (30. 7. 2016). „New Zealand schoolgirls skip class because they can't afford sanitary items”. The Guardian. Приступљено 2. 8. 2016.
- Rubli, Sabrina (12. 12. 2014). „How Menstrual Cups Are Changing Lives in East Africa”. The Huffington Post. Приступљено 2. 8. 2016.

#### Istraživanje o zdravlju žena
- „Black Women's Health Study”. Boston University Sloane Epidemiology Centre. Приступљено 21. 7. 2016.
- „Jacobs Institute of Women's Health”. Milken Institute School of Public Health. Приступљено 20. 7. 2016.
- „Nurses' Health Study”. Harvard School of Public Health. 2016. Приступљено 21. 7. 2016.
- „Office of Research on Women's Health (ORWH)”. National Institutes of Health. 2016. Приступљено 20. 7. 2016.
- „Women's Health Initiative”. National Heart, Lung and Blood Institute. 2010. Приступљено 21. 7. 2016.
- „Society for Women's Health Research”. 2016. Приступљено 20. 7. 2016.
- „Women's Health Research Institute”. Northwestern University. Приступљено 20. 7. 2016.

#### Organizacije
- „The American Congress of Obstetricians and Gynecologists”. 2016. Приступљено 15. 9. 2016. see American Congress of Obstetricians and Gynecologists
- „Ending female genital mutilation to promote the achievement of the millennium development goals” (PDF). Amnesty International. 2010. Приступљено 4. 8. 2016.
- „Child marriage facts and figures”. International Center for Research on Women. 2015. Архивирано из оригинала 28. 08. 2018. г. Приступљено 4. 8. 2016.
- „Girl Summit 2014”. UK Department of International Development. 2014. Приступљено 6. 8. 2016.
- „Office on Women's Health”. US Department of Health and Human Services. 2012. Приступљено 25. 7. 2016.
  - „Girl Summit 2014”. 2014. Приступљено 6. 8. 2016.
- „Girls not Brides”. 2016. Приступљено 6. 8. 2016.
- „ICRW”. International Center for Research on Women. 2015. Приступљено 7. 8. 2016.
- „Human Rights Watch”. 2016. Приступљено 7. 8. 2016. see Human Rights Watch
- „Development Progress”. Архивирано из оригинала 30. 11. 2016. г. Приступљено 7. 8. 2016.
- „Overseas Development Institute”. Архивирано из оригинала 25. 02. 2020. г. Приступљено 13. 9. 2016. see Overseas Development Institute
- „Save the Children”. 2016. Приступљено 14. 9. 2016. see Save the Children
- „Women's Health Action”. New Zealand. 2014. Приступљено 23. 8. 2016.

##### Pružaoci zdravstvenih usluga za žene
- „Ciel Benedetto: A History of the Santa Cruz Women's Health Center, 1985–2000”. University of California Santa Cruz. 2016. Приступљено 19. 7. 2016.
- „Leichhardt Women's Community Health Centre”. 2016. Архивирано из оригинала 28. 02. 2019. г. Приступљено 14. 7. 2016.
- „Shenandoah Women's Healthcare, Harrisonburg VA”. Приступљено 18. 7. 2016.

##### United Nations
- „United Nations”. Приступљено 1. 8. 2016.
- „Millennium Development Goals and Beyond 2015”. United Nations. Приступљено 31. 7. 2016.
- „Sustainable Development Goals”. United Nations. Приступљено 1. 8. 2016.
- ECOSOC. „United Nations Economic and Social Council”. United Nations. Приступљено 24. 8. 2016.
- OHCHR. „Office of the United Nations High Commissioner for Human Rights”. United Nations. Приступљено 5. 8. 2016.
- UNDESA. „UN Department of Economic and Social Affairs”. United Nations. Приступљено 10. 9. 2016.
- UNFPA. „United Nations Population Fund”. United Nations. Приступљено 31. 7. 2016.
- UNFPA (2. 2016a). „Facing the Facts: Adolescent girls and contraception”.
- UNICEF. „United Nations Children's Emergency Fund”. United Nations. Приступљено 1. 8. 2016.
- UN Women (2016b). „United Nations Entity for Gender Equality and the Empowerment of Women”. United Nations. Приступљено 16. 8. 2016.
- CSW (2016). „Commission on the Status of Women”. ECOSOC UN Women. Приступљено 24. 8. 2016.
- UN Women. „The Facts: Violence against Women & Millennium Development Goals” (PDF). Архивирано из оригинала (PDF) 11. 01. 2020. г. Приступљено 23. 8. 2016c.
- UN Women (1. 2016a). „Flagship Programme: Prevention and access to essential services to end violence against women”. Архивирано из оригинала (PDF) 14. 03. 2020. г. Приступљено 15. 03. 2021.
- CSW (2013). „Agreed conclusions: The elimination and prevention of all forms of violence against women and girls” (PDF). ECOSOC UN Women. Архивирано из оригинала (PDF) 14. 03. 2020. г. Приступљено 24. 8. 2016.

###### SZO
- WHO (2016). „World Health Organization”.
  - WHO (1948). „WHO definition of Health”. Архивирано из оригинала (Preamble to the Constitution of the World Health Organization as adopted by the International Health Conference, New York, 19–22 June 1946; signed on 22 July 1946 by the representatives of 61 States (Official Records of the World Health Organization, no. 2, p. 100) and entered into force on 7 April 1948.) 7. 7. 2016. г. Приступљено 6. 7. 2016., in WHO (2016)
  - WHO (2016b). „Women's health”. Приступљено 8. 1. 2017.
  - WHO (2016c). „Sexual and reproductive health”. Приступљено 8. 1. 2017.
  - WHO (2016d). „Health worker roles in providing safe abortion care and post-abortion contraception”. Приступљено 8. 1. 2017.
  - PMNCH (5. 9. 2014). „UN passes historic resolution on ending child marriage”. The Partnership for Maternal, Newborn & Child Health (PMNCH). WHO UN. Приступљено 6. 8. 2016.
  - Bustreo, Flavia (8. 3. 2015). „Ten top issues for women's health”. Promoting health through the life-course. WHO. Приступљено 15. 8. 2016.
  - IARC (2016). „International Agency for Research on Cancer”. WHO. Приступљено 6. 9. 2016.

##### Centri za kontrolu i prevenciju bolesti
- CDC. „Centers for Disease Control”. U.S. Department of Health & Human Services. Приступљено 16. 7. 2016.
  - CDC (2016). „Morbidity and Mortality Weekly Report (MMWR)”. Приступљено 17. 7. 2016., in CDC (2016)
  - CDC (2012). „Osteoporosis or Low Bone Mass at the Femur Neck or Lumbar Spine in Older Adults: United States, 2005–2008”. Приступљено 18. 7. 2016., in CDC (2016), in CDC (2016)

## Spoljašnje veze
|  | Molimo Vas, obratite pažnju na važno upozorenje u vezi sa temama iz oblasti medicine (zdravlja). |